# آنارشیسم
اقتدارگریزییا آنارشیسم (به زبان انگلیسی: anarchism) یک فلسفه و جنبش سیاسی است که نسبت به انحصارطلبی در قدرت ضدیت دارد و همهٔ شکل‌های اجبار و سلسله مراتب را رد می‌کند. آنارشیسم خواستار از بین بردن قدرت رهبری است و به نظر آن تمامی دولت‌های تک حزبی نامطلوب، غیرضروری و مضر هستند. این تفکر معمولاً در کنار مارکسیسم لیبرترین به عنوان جناح لیبرترینیسم (سوسیالیسم لیبرترین) جنبش سوسیالیست شناخته شده و دارای ارتباط تاریخی با ضدسرمایه‌داری و سوسیالیسم است. آنارکوکمونیسم خواستار برچیدن مالکیت خصوصی و مالکیت جمعی کالاها و خدمات است.
البته در جناح راست سیاسی از نیمه دوم قرن بیستم جنبش‌های آنارشیستی-کاپیتالیستی نیز شکل گرفتند که علاوه بر نفی اقتدار مرکزی و وجود حکومت مرکزی به دفاع تمام قد از مالکیت خصوصی پرداختند.

نماد جهانیِ آنارشیسم «این نماد ترکیبی از دو کلمه O (اول کلمهٔ Organization به معنی سازمان) و A (اول کلمهٔ Anarchism)» است.

آنارشیسم از تاکتیک‌های متنوعی برای دستیابی به اهداف ایدئال خود استفاده می‌کند که می‌تواند به‌طور گسترده‌ای به تاکتیک‌های انقلابی و پویا تقسیم شود. همپوشانی قابل توجهی بین این دو گونه وجود دارد که صرفاً توصیفی است. هدف از تاکتیک‌های انقلابی، سقوط اقتدار و حکومت است، در گذشته توسل به خشونت برای تغییر رایج بوده. هدف تاکتیک‌های پویا به پیش بردن جامعه به سوی آنارشیسم است. تفکر آنارشیستی در انتقاد و عمل‌گرایی زمینه‌های مختلف جامعه بشری نقش داشته‌است. انتقاد از آنارشیسم عمدتاً بر اساس ناسازگار بودن، خشونت و آرمانی بودن آن متمرکز است.

## وجه تسمیه

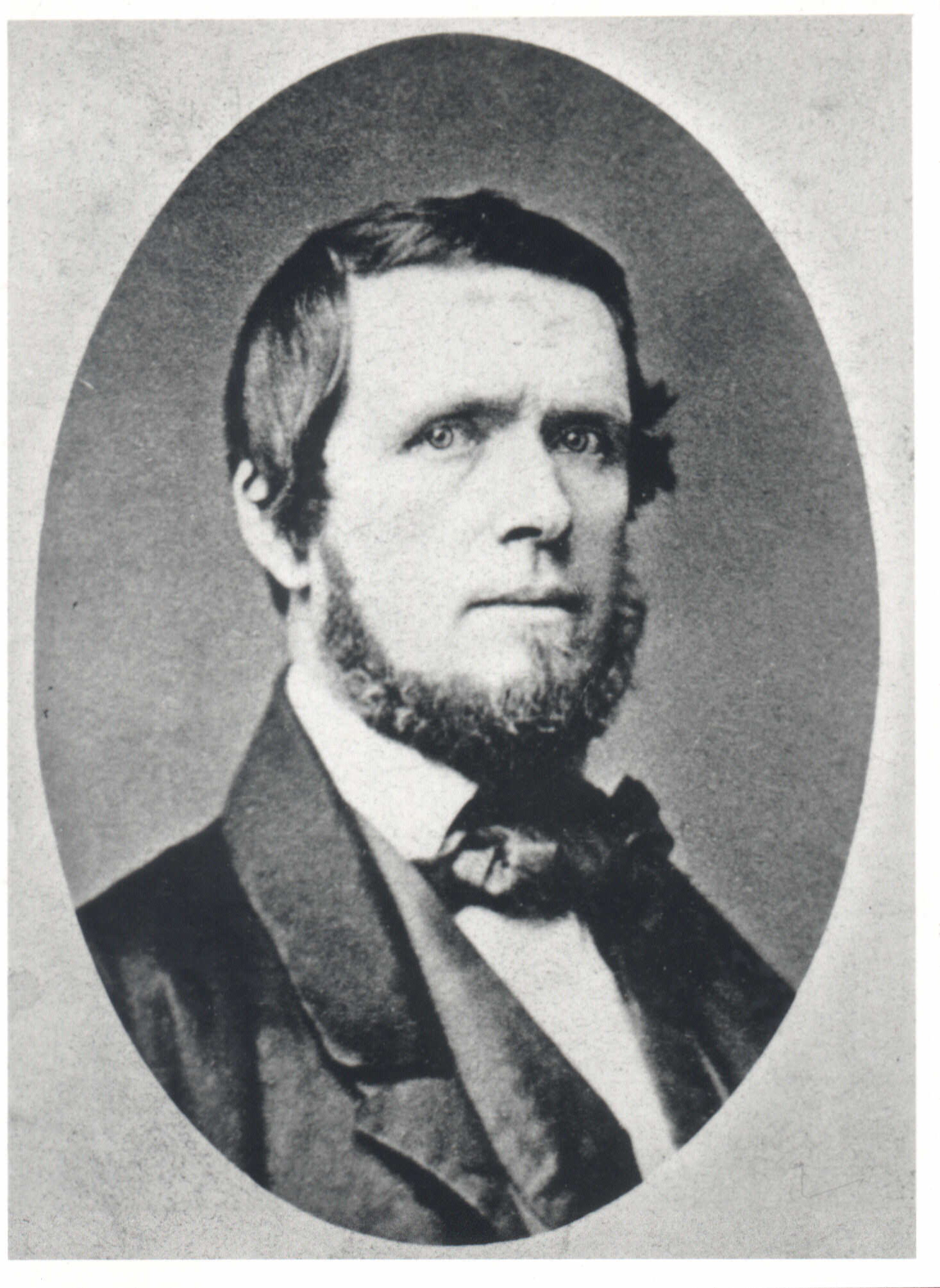
ویلهلم وایتلینگ نمونه‌ای از نویسندگانی بود که بدون استفاده از اصطلاح خاص، به نظریه آنارشیست می‌پرداخت.

ریشهٔ واژهٔ آنارشیسم از یونان باستان و کلمهٔ anarkhia است که معنی «بدون حاکم» می‌داده؛ این واژه مرکب از پیشوند an- (یعنی «بدون») و کلمه arkhos (یعنی «رهبر» یا «حاکم») است. پسوند -ism نشان‌دهندهٔ جریان ایدئولوژیکی است که طرفداران آنارشی به آن گرایش دارند.
آنارشیسم (anarchism) از سال ۱۶۴۲ در زبان انگلیسی کاربرد یافته، پیش‌تر املای دیگر آنارشیسم (anarchisme) و عبارت آنارشی (anarchy) از سال ۱۵۳۹ در این زبان وجود داشتند. کاربرد اولیه این کلمه در انگلیسی حس بی‌نظمی را می‌رساند.
جناح‌های مختلف در انقلاب فرانسه مخالفان خود را به عنوان آنارشیست برچسب می‌زدند، اگرچه تعداد کمی از این متهمان پیرو نظرات مشابه به آنارشیست‌های بعدی بودند. بسیاری از انقلابیون قرن ۱۹ مانند ویلیام گادوین (۱۷۵۶–۱۸۳۶) و ویلهلم وایتلینگ (۱۸۰۸–۱۸۷۱) که به ترویج آموزه‌های آنارشیستی در نسل بعدی کمک کردند، خودشان و عقایدشان را با نام آنارشیست یا آنارشیسم توصیف نمی‌کردند.  در زبان فارسی واژهٔ اقتدارگریزی توسط فرهنگستان زبان و ادب پارسی برای معادل آنارشیسم معرفی شده‌است.
اولین فیلسوف سیاسی که خود را آنارشیست (فرانسوی: anarchiste‎) نامید، پیر-ژوزف پرودون (۱۸۶۵–۱۸۰۹) بود، که به‌طور رسمی نحلهٔ فکری آنارشیسم را اواسط قرن ۱۹ میلادی شکل داد. از دههٔ ۱۸۹۰ و آغاز آن در فرانسه، لیبرترینیسم اغلب به عنوان مترادف آنارشیسم مورد استفاده قرار می‌گرفته و استفاده از آن به عنوان هم‌معنی آنارشیسم، هنوز هم در خارج از ایالات متحده معمول است. از سوی دیگر، برخی از واژهٔ لیبرتاریانیسم برای اشاره به فلسفهٔ بازار آزاد فردگرا استفاده می‌کنند و تنها در اشاره به آنارشیسم بازار آزاد به عنوان آنارشیسم لیبرترین استفاده می‌کنند.
در حالی که اصطلاح لیبرترین عمدتاً مترادف با آنارشیسم بوده‌است، معنای آن در دهه‌های اخیر دگرگون شده؛ زیرا به صورت گسترده‌تری گروه‌های ایدئولوژیک متفاوت، از جمله چپ نو و مارکسیست‌های لیبرترین (که خود را از سوسیالیست‌های اقتدارگرا یا حزب ونگارد جدا می‌دانند) و همچنین لیبرال‌های افراطی (که عمدتاً خواستار آزادی‌های مدنی هستند) از این لفظ برای توصیف خود استفاده کرده‌اند.به علاوه، برخی از آنارشیست‌ها از سوسیالیسم لیبرترین برای جلوگیری از مفاهیم منفی آنارشیسم و تأکید بر ارتباطات آن با سوسیالیسم استفاده می‌جویند. متیو س. آدامز و کارل لوی می‌نویسند که از عبارت آنارشیسم برای «توصیف جناح ضد استبداد جنبش سوسیالیستی» استفاده می‌شود. نوآم چامسکی آنارشیسم را در کنار مارکسیسم لیبرترین به عنوان «جناح لیبرترین سوسیالیسم» توصیف می‌کند. دانیل گرین می‌نویسد:
[آ]نارشیسم واقعاً مترادف سوسیالیسم است. آنارشیست در درجه اول یک سوسیالیست است که هدف آن لغو استثمار انسان توسط دیگر انسان‌هاست. آنارشیسم تنها یکی از جریانات اندیشهٔ سوسیالیستی است، جریانی که مؤلفه‌های اصلی نگرانی آن، شامل آزادی و تعجیل برای الغای حکومت است.
در حالی که مخالفت با دولت در اندیشه آنارشیسم امری اساسی است، تعریف آنارشیسم کار ساده‌ای نیست، زیرا بحث‌های زیادی در این باره در میان محققان و آنارشیست‌ها وجود دارد و جریان‌های مختلف آنارشیسم را کمی متفاوت تعریف می‌کنند. از این رو، ممکن است درست باشد، اگر بگوییم آنارشیسم مجموعه‌ای از فلسفه‌های سیاسی مخالف اقتدار و سازمان سلسله مراتبی (از جمله سرمایه‌داری، ملی‌گرایی، دولت و همه نهادهای مرتبط) است که در انجام کلیه روابط انسانی رأی به وجود جامعه‌ای مبتنی بر تمرکززدایی، آزادی و انجمن‌های داوطلبانه می‌دهد. با این حال، این تعریف دارای همان کاستی‌هایی است که در تعاریف مبتنی بر ضد استبداد (که نتیجه‌گیری پسینی است)، ضد استاتیسم (آنارشیسم بسیار بیشتر از آن است) و ریشه‌شناسی (که صرفاً نفی یک حاکم است) وجود دارند. با این وجود، عناصر اصلی تعریف آنارشیسم شامل اراده برای ایجاد جامعه‌ای بدون اجبار و طرد دستگاه‌های دولتی است، و این اعتقاد که طبیعت انسان به انسان اجازه می‌دهد در چنین جامعه بدون اجباری حاضر باشد، یا به سمت آن نیل کند و در مورد چگونگی اقدام برای دستیابی به آرمان‌های آنارشی پیشنهاد دهد. 
هربرت ال. اوسگود ادعا می‌کند که آنارشیسم دارای «ضدیت شدید» با کمونیسم استبدادی و سوسیالیسم دولتی است. پیتر مارشال اظهار داشت که «آنارشیسم عمومی از لیبرالیسم به سوسیالیسم نزدیکتر است [...] آنارشیسم خود را عمدتاً در اردوگاه سوسیالیست می‌یابد، اما در لیبرالیسم نیز حاشیه‌هایی دارد. نمی‌توان آن را به سوسیالیسم تقلیل داد و بهتر است به عنوان یک آموزه مجزا و متمایز دیده شود.» به گفتهٔ جرمی جنینگز، «نمی توان نتیجه گرفت که این عقاید»، در اشاره به آنارکو-سرمایه‌داری، «فقط بر اساس سوءتفاهم در مورد آنارشیسم توصیف می‌شود.» جنینگز اضافه می‌کند که «آنارشیسم به معنای آزادی بی‌بند و بار فردی نیست (آن‌طور که به نظر می‌رسد «آنارکو-سرمایه داران» معتقدند)، بلکه همان‌طور که قبلاً نیز دیدیم، برای گسترش فردیت و جامعه است.» نیکولاس والتر نوشت که «آنارشیسم از نظر تاریخی و ایدئولوژیک از لیبرالیسم و سوسیالیسم ناشی می‌شود. [...] به یک معنا، آنارشیست‌ها همیشه لیبرال و سوسیالیست باقی می‌مانند و هر زمان که آنچه خوب است را رد می‌کنند به خود آنارشیسم خیانت می‌کنند. [...] ما لیبرال هستیم اما بیشتر از آن، و سوسیالیستیم اما بیشتر از آن.» میشائیل نیومن آنارشیسم را به عنوان یکی از سنت‌های سوسیالیست می‌داند، به خصوص سوسیالیستی‌تر از آنچه پرودون و میخائیل باکونین بودند. برایان موریس استدلال می‌کند که «ایجاد دوگانگی بین سوسیالیسم و آنارشیسم از نظر مفهومی و تاریخی گمراه‌کننده است.»

## تاریخ
تاریخ آنارشیسم به دوران ماقبل تاریخ برمی‌گردد، زمانی که برخی از انسان‌ها مدت‌ها قبل از تأسیس دولت‌ها، قلمروها یا امپراتوری‌های رسمی در جوامع آنارشیستی اولیه زندگی می‌کردند. با ظهور نهادهای سلسله مراتبی سازمان یافته، بدبینی نسبت به اقتدار نیز افزایش یافت، اما تنها در قرن نوزدهم بود که یک جنبش سیاسی خودآگاه ظاهر شد. طی نیمهٔ دوم قرن نوزدهم و دهه‌های اول قرن بیستم، جنبش آنارشیستی در بیشتر نقاط جهان رونق گرفت و نقش مهمی در مبارزات کارگران برای رهایی داشت. در این دوره مکتب‌های مختلف آنارشیستی شکل گرفتند. آنارشیست‌ها در چندین انقلاب شرکت جسته‌اند، به ویژه در جنگ داخلی اسپانیا، که پایان آن، پایان دورهٔ کلاسیک آنارشیسم بود. در دهه‌های آخر قرن بیستم و قرن بیست و یکم، جنبش آنارشیستی بار دیگر احیا شد.

### دوران پیشا مدرن

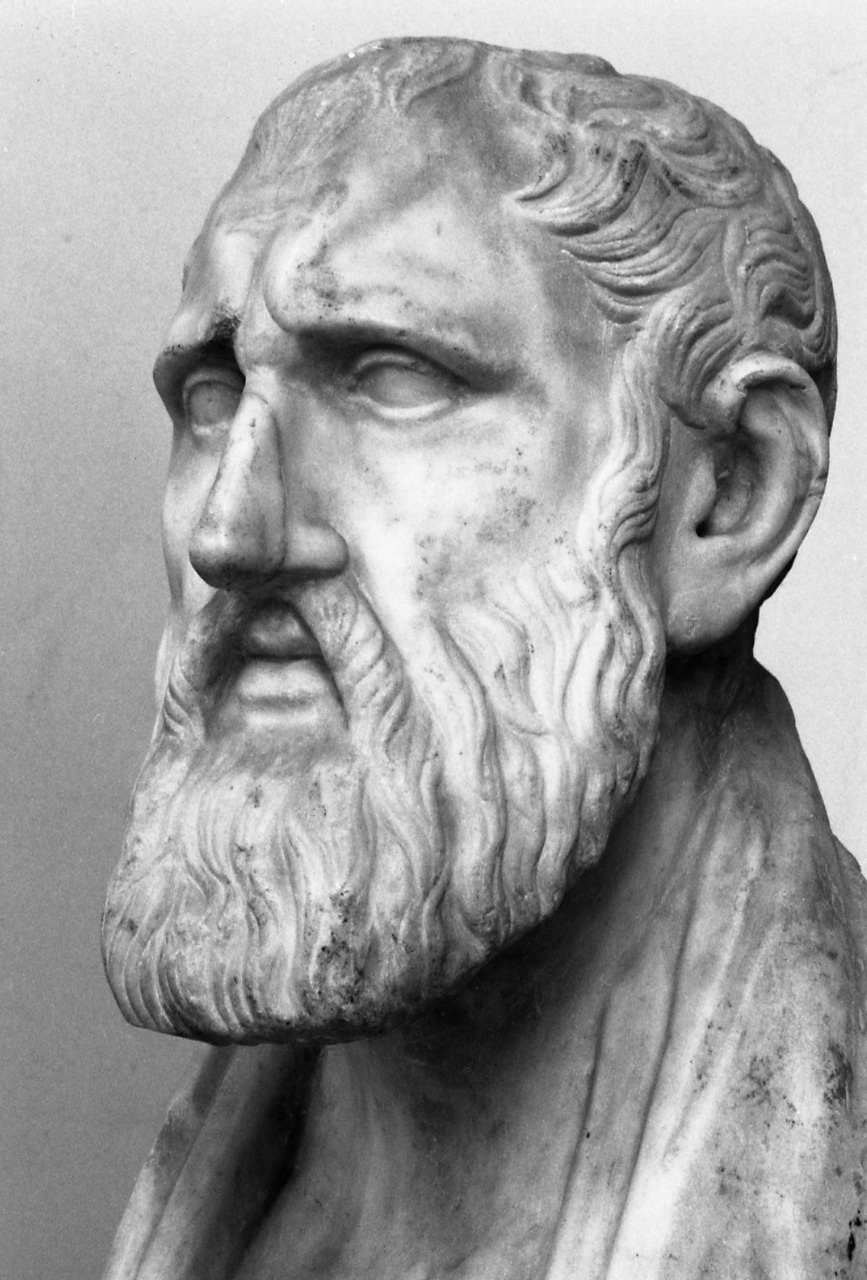
زنون رواقی (حدود ۳۳۴–۲۶۲ پیش از میلاد)، که کتاب جمهوری او الهام‌بخش پیتر کروپوتکین بود.

در دوران ماقبل تاریخ بشر، اقتدار مستقر وجود نداشت. پس از ایجاد شهرها و تمدن‌ها بود که نهادهای اقتدار تأسیس شدند و عقاید آنارشیستی به عنوان واکنشی در برابر آن پدیدار شدند. برجسته‌ترین نمونهٔ آنارشیستی اولیه در جهان باستان در چین و یونان دیده می‌شود. در چین، آنارشیسم فلسفی (یعنی بحث در مورد مشروعیت دولت) توسط فیلسوفان تائوئیست، ژوانگ ژو و لائوتسه، به وجود آمد. گفته شده‌است که همچون رواقی‌گری، تائوئیسم مطالب مقدم قابل توجهی در باب آنارشیسم داشته‌است.
نگرش‌های آنارشی‌محور تراژدیان و فیلسوفان در یونان نیز بیان شده. آیسخولوس و سوفوکل از اسطوره آنتیگونه برای نشان دادن تعارض بین قوانین تعیین شده توسط دولت و خودمختاری شخصی استفاده کرده‌اند. سقراط مقامات آتن را دائماً زیر سؤال می‌برد و بر حق آزادی وجدان فردی اصرار می‌ورزید. کلبیون قانون‌های انسانی (nomos) و مقامات منصوب در جامعه را رد می‌کردند، در حالی که سعی داشتند مطابق با طبیعت (physis) زندگی کنند. رواقیون از جامعه‌ای مبتنی بر روابط غیررسمی و دوستانه بین شهروندان، بدون حضور دولت، حمایت می‌کردند.
در طی قرون وسطی، هیچ فعالیت آنارشیستی به جز برخی جنبش‌های دینی زاهدانه در جهان اسلام یا اروپای مسیحی، وجود نداشت. بعدها این موارد نوعی سنت آنارشیسم مذهبی را به وجود آورد. پیش‌تر در شاهنشاهی ساسانیان، مزدک خواستار یک جامعه برابری‌خواه و لغو سلطنت شده‌بود، ولی توسط پادشاه قباد اول اعدام شد.
در بصره، فرقه‌های مذهبی علیه دولت تبلیغ می‌کردند. در اروپا، فرقه‌های مختلف تمایلات ضد دولتی و آزادی‌خواهانه ایجاد کردند. اندیشه‌های آزادی‌خواهانه بیشتر در طول رنسانس و با گسترش انسان‌گرایی، خردگرایی و استدلال در اروپا پدیدار شد. داستان‌نویسان جوامع ایده‌آلی را که بیشتر مبتنی بر اراده‌گرایی بودند و نه اجبار، داستان‌پردازی می‌کردند. عصر روشنگری، با خوش‌بینی که برای پیشرفت اجتماعی داشت، بیشتر به سمت آنارشیسم پیش رفت.

### عصر مدرن
در طول انقلاب فرانسه، گروه‌های پارتیزانی مانند انراگس و سان کلوت‌ها، نقطه عطفی در تاریخچهٔ بروز احساسات ضد دولتی و فدرالیسم رقم زدند. از اولین جریان‌های آنارشیستی در قرن ۱۸، حمایت ویلیام گادوین از آنارشیسم فلسفی که در انگلیس مشروعیت‌بخشی اخلاقی به دولت را نکوهش نمود، ماکس استیرنر که راه را برای فردگرایی هموار کرد و پیر ژوزف پرودون که نظریه متوالیسم را در فرانسه مطرح نمود، می‌توان نام برد. در اواخر دههٔ ۱۸۷۰، مکتب‌های مختلف آنارشیستی کاملاً متمایز شده بودند و موجی از جهانی‌سازی بی‌سابقه در خلال سال‌های ۱۸۸۰ تا ۱۹۱۴ اتفاق افتاد. این دوره از آنارشیسم کلاسیک تا پایان جنگ داخلی اسپانیا ادامه داشت و دوران طلایی آنارشیسم را در بر می‌گرفت.

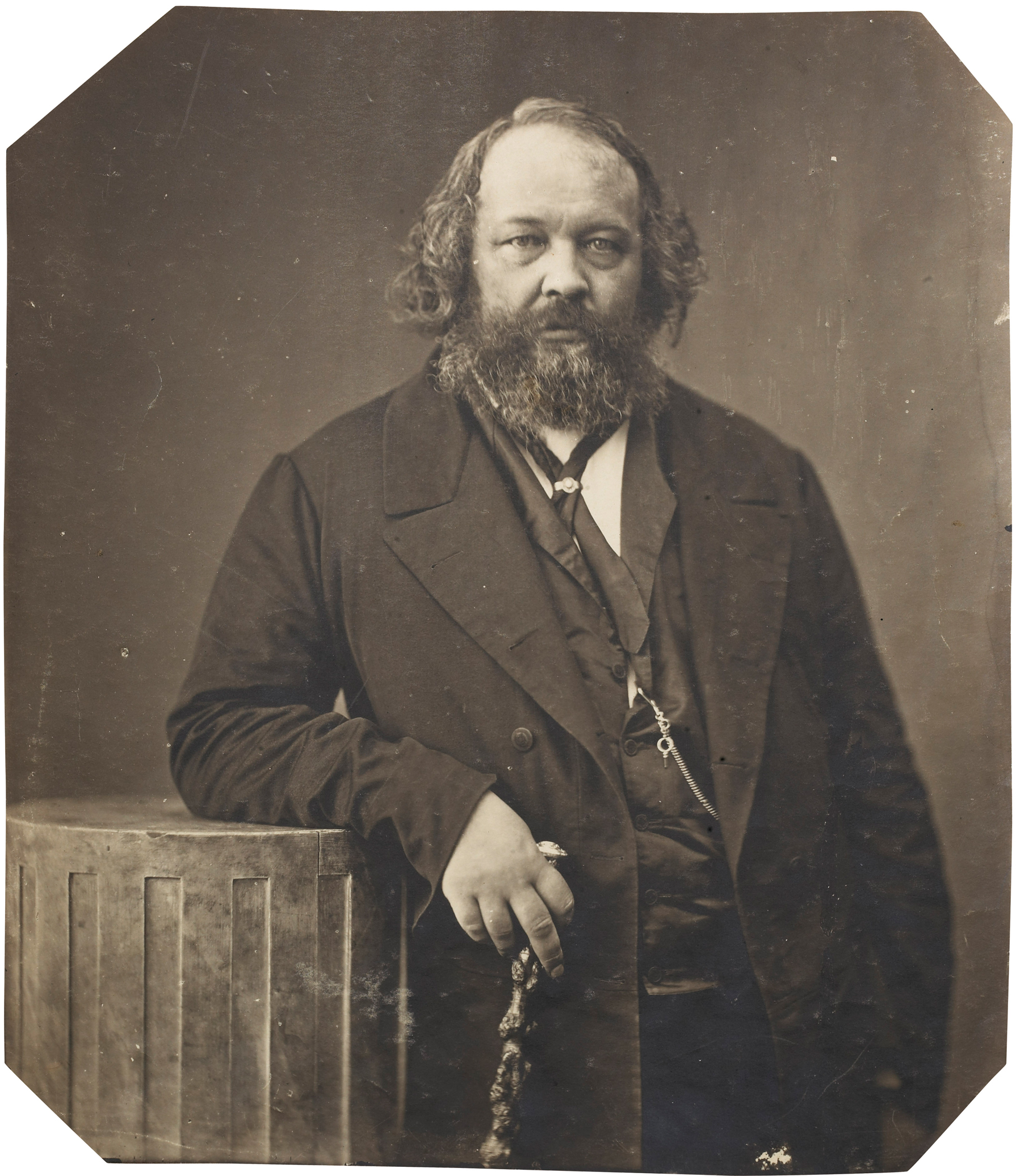
میخائیل باکونین، که با هدف مارکسیستی دیکتاتوری پرولتاریا مخالف بود. او قبل از اخراجش توسط مارکسیست‌ها، در اولین انترناسیونال با فدرالیست‌ها متحد بود.

میخائیل باکونین با اقتباس از متوالیسم، آنارشیسم جمعی را بنیان نهاد و وارد انجمن بین‌المللی کارگران شد؛ این اتحادیهٔ طبقهٔ کارگران بعداً به عنوان انترناسیونال اول شناخته شد و در سال ۱۸۶۴ برای متحد کردن جریانات مختلف انقلابی شکل گرفته بود. انترناسیونال با حضور کارل مارکس، از چهره‌های برجسته و عضو شورای عمومی انجمن، به یک نیروی سیاسی قابل توجه بدل شد. جناح باکونین (فدراسیون ژورا) و پیروان پرودون (متوالیست‌ها) با سوسیالیسم دولتی مخالفت کردند و از ممتنع بودن سیاسی و حق مالکیت کوچک دفاع می‌کردند. پس از بروز اختلافات شدید، مارکسیست‌ها در کنگره ۱۸۷۲ لاهه تصمیم به اخراج باکونیست‌ها از انترناسیونال گرفتند. با آنارشیست‌ها در انترناسیونال دوم نیز به همین ترتیب رفتار شد و در نهایت در سال ۱۸۹۶ از آن هم اخراج شدند. باکونین پیش‌بینی مشهوری کرد، که اگر انقلابیون با شرایط مارکس قدرت را غصب کنند، در نهایت کارگران ظالم جدید خواهند بود. آنارشیست‌ها در واکنش به اخراج خود از انترناسیونال اول، انترناسیونال سنت ایمیر را تشکیل دادند. تحت تأثیر پتر کروپوتکین، فیلسوف و دانشمند روسی، گرایش آنارکو-کمونیسم دو جریان را به اشتراک رساند.آنارکو-کمونیست‌ها، که از واقعهٔ کمون پاریس در سال ۱۸۷۱ الهام گرفته بودند، از فدراسیون آزاد و توزیع کالاها بر اساس نیازهای شخص دفاع می‌کردند.
در آغاز قرن جدید، آنارشیسم در سراسر جهان گسترش یافته بود. آنارشی یکی از ویژگی‌های بارز جنبش جهانی سندیکالیسم بود. در چین، گروه‌های کوچکی از دانشجویان نسخه‌ای انسان‌گرایانه و طرفدار علم از آنارکو-کمونیسم را وارد کردند. توکیو کانون توجه جوانان شورشی از کشورهای شرق دور بود که برای تحصیل به پایتخت ژاپن سفر می‌کردند. در آمریکای لاتین، آرژانتین پایگاهی مستحکم برای آنارکو-سندیکالیسم به‌شمار می‌آمد و این گرایش برجسته‌ترین ایدئولوژی چپ‌گرا در آن کشور بود. در این مدت، اقلیتی از آنارشیست‌ها تاکتیک‌های خشونت سیاسی انقلابی را در پیش گرفتند. این استراتژی به پروپاگاندای مرگ معروف شد. پس از سرکوب کمون پاریس، تجزیهٔ جنبش سوسیالیستی فرانسه به بسیاری از گروه‌ها و اعدام و تبعید کیفری بسیاری از کمونارها به مستعمرات، موجب افزایش حامیان نظریات و اعمال سیاسی فردگرایانه شد.  حتی با این که بسیاری از آنارشیست‌ها از اقدامات تروریستی دوری جستند، بدنامی آن دامن جنبش را گرفت. در قانون مهاجرت ۱۹۰۳، که همچنین به قانون حذف آنارشیست معروف شد، آمریکاییان تلاش کردند ورود افراد آنارشیست به این سرزمین را ممنوع کنند. قانون‌ستیزی استراتژی دیگری بود که برخی از آنارشیست‌ها در این دوره اتخاذ کردند. 

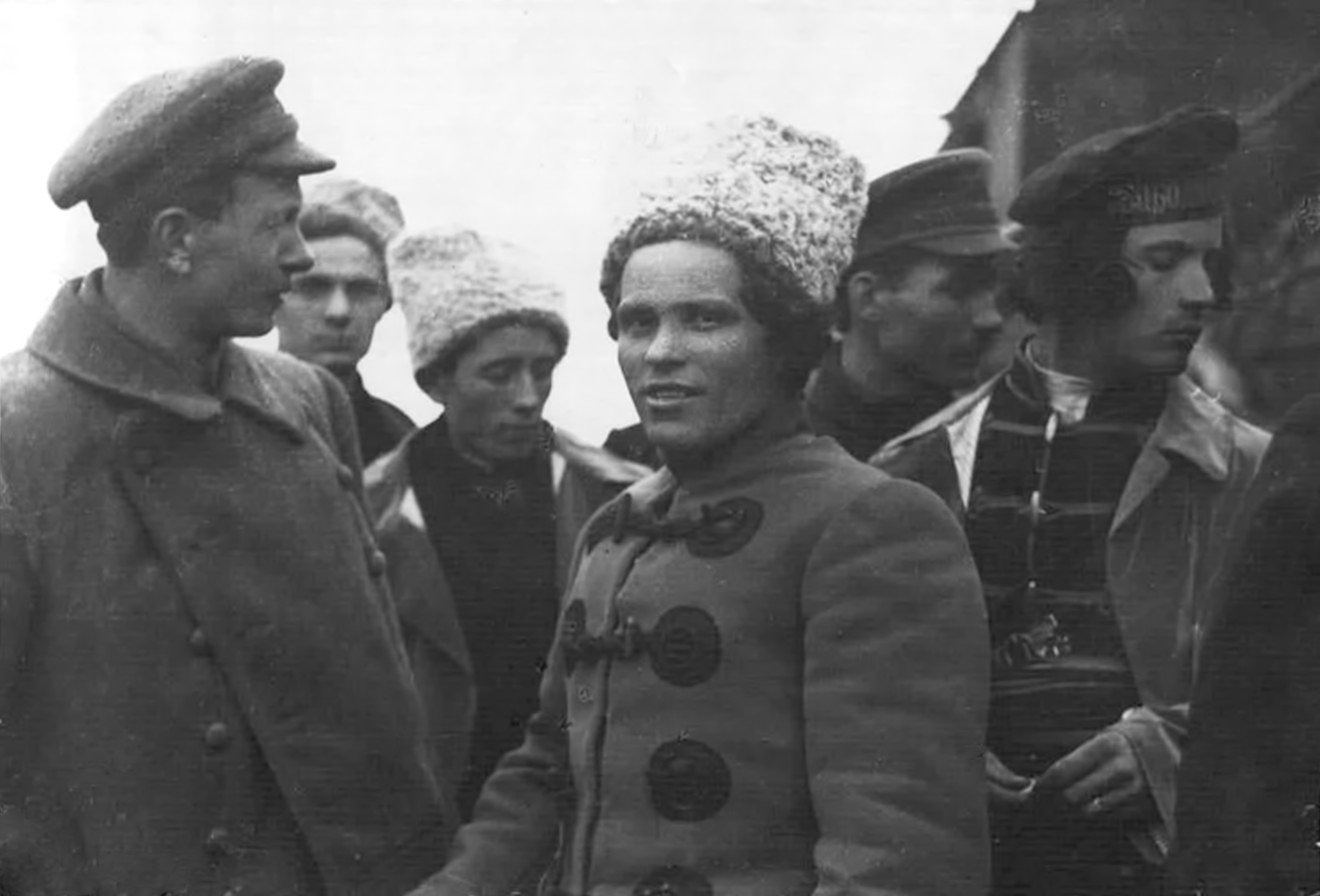
نستور ماخنو و دیگر اعضای آنارشیست ارتش شورشی انقلابی اوکراین در قلمرو آزاد

علی‌رغم نگرانی‌های موجود، آنارشیست‌ها در انقلاب روسیه با شور و شوق علیه ارتش سفید مشارکت نمودند. با این حال، آن‌ها پس از تثبیت دولت بلشویک، با سرکوب شدید مواجه شدند. چندین آنارشیست از پتروگراد و مسکو به اوکراین گریختند، که منجر به شورش کرونشتات و مبارزهٔ نستور ماخنو در قلمرو آزاد شد. آنارشیست‌ها در روسیه سرکوب شدند و حاصل این وقایع پدید آمدن دو جریان متضاد جدید شد، یعنی پلتفرمیسم و آنارشیسم سنتزی. گروه اول به دنبال ایجاد یک گروه منسجم بودند که برای وقوع انقلاب فشار بیاورند، در حالی که گروه دوم مخالف هر چیزی بودند که شبیه یک حزب سیاسی عمل کند. بسیاری از کارگران و فعالان با دیدن پیروزی‌های بلشویک‌ها در انقلاب اکتبر و جنگ داخلی روسیه، به احزاب کمونیست گرایش یافتند و در ازای تضعیف آنارشیسم و سایر جنبش‌های سوسیالیستی، کمونیست شوروی تقویت شد. در فرانسه و ایالات متحده، اعضای جنبش‌های مهم سندیکالیستی مانند کنفدراسیون عمومی کار و کارگران صنعتی جهان سازمان‌های خود را ترک کرده و به انترناسیونال کمونیست پیوستند.
با آغاز جنگ داخلی اسپانیا در سال ۱۹۳۶، بار دیگر آنارشیست‌ها و سندیکالیست‌ها (CNT و FAI) بار دیگر با جریان‌های مختلف چپ‌گرا متحد شدند. وجود سنت قدیم آنارشیسم در اسپانیا باعث شد آنارشیست‌ها نقشی اساسی در جنگ این کشور داشته باشند. در واکنش به شورش ارتش، و با الهام از آنارشیسم، یک جنبش دهقانی و کارگری که توسط شبه‌نظامیان مسلح پشتیبانی می‌شد، کنترل شهر بارسلون و مناطق وسیعی از روستاهای اسپانیا را به دست گرفت، جایی که آن‌ها زمین را به صورت اشتراکی زیر کشت بردند. اتحاد جماهیر شوروی در ابتدای جنگ کمک‌های محدودی انجام داد؛ اما نهایتاً جنگ ناگواری میان آنارشیست‌ها و کمونیست‌ها درگرفت زیرا در مجموعه‌ای از رویدادها به نام روزهای مه، ژوزف استالین (رهبر شوروی) سعی در کنترل جمهوری‌خواهان داشت.

### دوران پس از جنگ
در پایان جنگ جهانی دوم، جنبش آنارشیستی به شدت ضعیف شد. با این وجود، دههٔ ۱۹۶۰ شاهد احیای آنارشیسم بود که احتمالاً ناشی از شکست مارکسیسم-لنینیسم و تنش‌های ایجاد شده در جنگ سرد بود. در این دوره آنارشیسم در سایر جنبش‌های ضدسرمایه‌داری و دولت، مانند جنبش‌های ضد هسته‌ای، محیط زیستی و صلح‌طلب، پادفرهنگ‌های دهه ۱۹۶۰ و چپ نو رسوخ کرد. همچنین در این دوره شاهد گذار این جنبش از ماهیت انقلابی قبلیش، به اصلاح‌طلبی ضدسرمایه‌داری بودیم.  آنارشیسم با خرده‌فرهنگ پانک در ارتباط بود و نمونهٔ آن گروه‌هایی مانند کرس و سکس پیستولز بودند. گرایش‌های تثبیت شده فمینیسم در طول موج دوم، با آنارکو-فمینیسم به قدرت بازگشتند. آنارشیسم سیاه در این زمان شکل گرفت که متأثر از جنبش آنارشیسم در جمعیت‌شناسی اروپامحور بود. این وقایع مصادف بود با افول آنارشیسم در شمال اروپا و محبوبیت یافتن بی‌سابقه‌اش در آمریکای لاتین بود.
در حدود قرن بیست و یکم، آنارشیسم در میان جنبش‌های ضدسرمایه‌داری، ضد جنگ و ضد جهانی‌سازی به محبوبیت و نفوذ دست یافت. آنارشیست‌ها به دلیل مشارکت در اعتراضات علیه سازمان تحارت جهانی (WTO)، گروه هشت و مجمع جهانی اقتصاد مشهور شدند. در چنین تظاهرات‌هایی گروهی از افراد ناشناس، با عنوان بلوک‌های سیاه، مشغول به شورش، تخریب اموال و درگیری‌های خشونت‌آمیز با پلیس می‌شوند. سایر تاکتیک‌های سازمانی پیشگام در این زمان شامل گروه‌های وابستگی، فرهنگ امنیتی و استفاده از فناوری‌های غیرمتمرکز مانند اینترنت است. از رویدادهای قابل توجه در این دوره، شورش‌های مربوط به کنفرانس ۱۹۹۹ سازمان تجارت جهانی در سیاتل بود. از مهم‌ترین ایده‌های آنارشیستی در حال حاضر، زاپاتیست‌ها در مکزیک و فدراسیون دموکراتیک شمال سوریه، که معمولاً به نام روژاوا یا کردستان سوریه شناخته می‌شود، هستند که به صورت دفاکتو مناطقی را در کنترل خود دارند.

## عقاید
با وجود این مبحث در سوسیالیسم و اعتقاد بر چندحزبی بودن کشور در فلسفه جنبش سوسیالیسم، در بعضی مواقع در نگاه برخی نظریه‌پردازان به دلیل تندرویی، کمونیسم با سوسیالیسم یکی شمرده می‌شود، و این تفکر ریشه دارد که اربابان سوسیالیست، همان کمونیست‌ها هستند. و این موضوع یکی از دلایل شکل‌گیری پسوند کارگری به‌جای سوسیالیسم بر نام احزاب سوسیالیستی بود. مکتب‌های فکری آنارشیست به دلیل ریشه‌ها، ارزش‌ها و سیر متفاوتشان، به‌طور کلی در دو سنت اصلی تاریخی تقسیم‌بندی می‌شوند: آنارشیسم جمع‌گرا و آنارشیسم فردگرا. جریان فردگرایانه بر آزادی منفی، در مخالفت با محدودیت‌های فردی، تأکید می‌کند؛ در حالی که جریان جمع‌گرا بر آزادی مثبت، با هدف دستیابی به پتانسیل آزاد جامعه از طریق برابری و مالکیت اجتماعی، تأکید دارد.  از لحاظ زمانی، آنارشیسم را می‌توان به دو دستهٔ جریانات کلاسیک اواخر قرن نوزدهم و جریان‌های پساکلاسیک (آنارکو-فمینیسم، آنارشیسم سبز و پسا آنارشیسم) تقسیم‌بندی کرد. 
فراتر از جناح‌های خاص جنبش‌های آنارشیستی که آنارشیسم سیاسی را تشکیل می‌دهند، آنارشیسم فلسفی است؛ که معتقد است دولت فاقد مشروعیت اخلاقی است، بدون آن که ضرورت انقلاب را برای از بین بردن آن لزوماً بپذیرد.  بنا بر مؤلفه‌ای که خصوصاً در آنارشیسم فردگرا به آن توجه می‌شود، آنارشیسم فلسفی ممکن است وجود یک دولت حداقلی را تحمل کند، اما معتقد است که شهروندان، وقتی که خواست دولت با استقلال فردیشان مغایرت داشته باشد، هیچ تعهد و الزام اخلاقی برای اطاعت از فرمان دولت ندارند.  آنارشیسم توجه زیادی به استدلال‌های اخلاقی می‌کند؛ زیرا اخلاق در فلسفهٔ آنارشیسم نقشی اساسی دارد.  تأکید آنارشیسم بر ضدسرمایه‌داری، برابری‌خواهی و گسترش جامعه و فردیت، آن را از آنارکو-سرمایه‌داری و انواع دیگر لیبرالیسم‌های اقتصادی متمایز می‌کند.
آنارشیسم در طیف سیاسی، معمولاً به جناح چپ دور تعلق دارد. بیشتر اقتصاد و فلسفه حقوقی آن منعکس‌کننده تفسیرهای ضد استبدادی، ضد حکومتی، لیبرترین و رادیکال نزدیک به جناح سیاسی چپ و سوسیالیسم است  مانند جمع‌گرایی، کمونیسم، فردگرایی، متوالیسم و سندیکالیسم و از جمله سایر نظریات سوسیال-لیبرترین دیگر.  از آنجا که آنارشیسم یک مجموعه دکترین ثابت از یک جهان‌بینی خاص را ارائه نمی‌دهد،  بسیاری از انواع و سنت‌های گوناگون آنارشیست وجود دارد و انواع آنارشی به‌طور گسترده‌ای از هم جدا هستند.  در یک واکنش علیه فرقه‌گرایی، فراخوانی برای مدارا و وحدت بین آنارشیست‌ها، اولین‌بار در سال ۱۸۸۹ توسط فرناندو تاریدا دل مارمول، در پاسخ به بحث‌های تلخ نظریه آنارشیست در آن زمان، پذیرفته شد.  اعتقاد به نهیلیسم سیاسی توسط آنارشیست‌ها مورد پذیرش قرار گرفته.  علی‌رغم تمایزها، مکتب‌های مختلف آنارشیستی به عنوان نهادهای متمایز دیده نمی‌شوند، بلکه به عنوان گرایش‌هایی در هم آمیخته و مجموعه‌ای از اصول یکسان، مانند خودمختاری فردی و محلی، کمک‌های تعاونی، سازماندهی شبکه، دموکراسی همگانی، اختیارات و تمرکززدایی شناخته می‌شود.

### کلاسیک

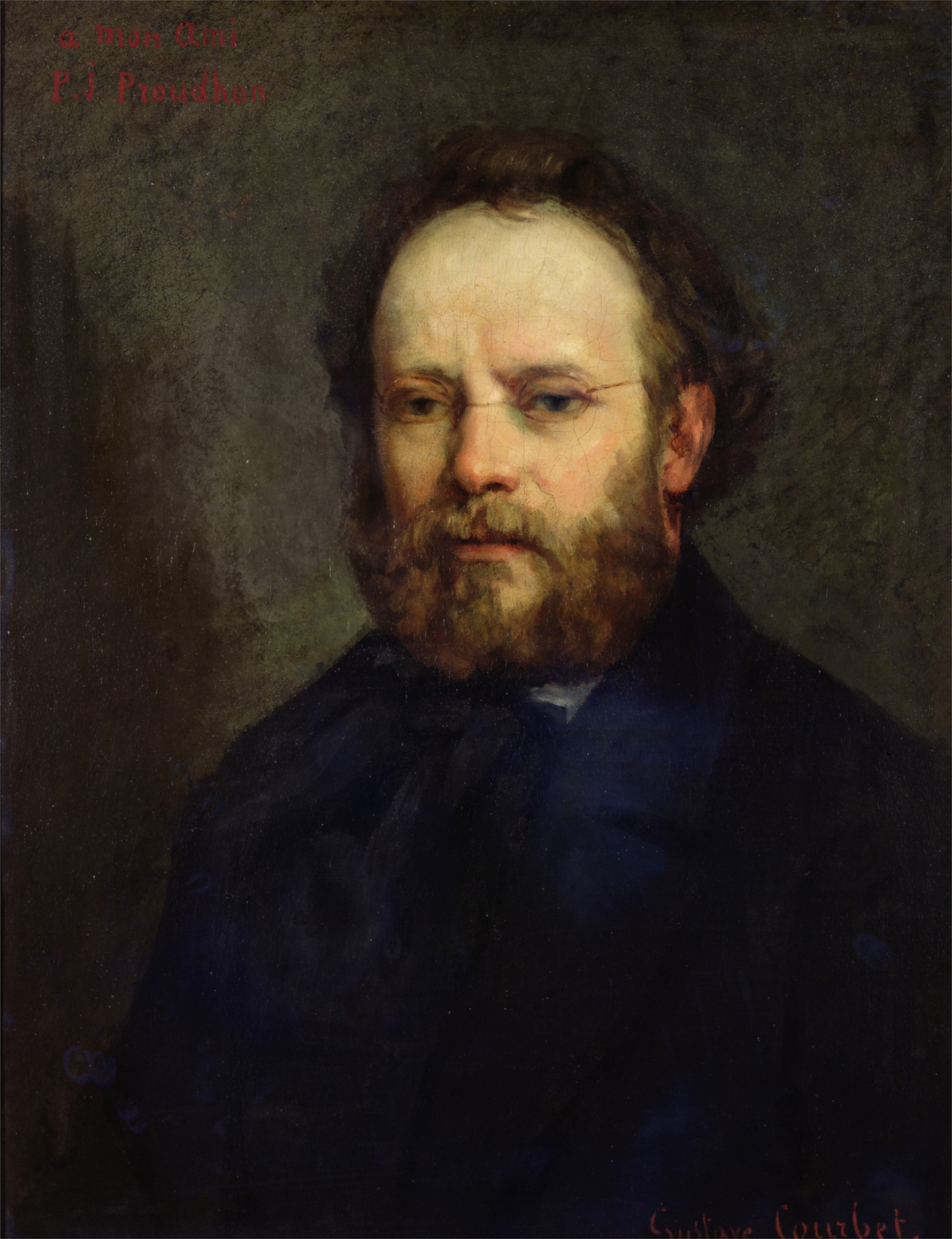
پیر ژوزف پرودون، طرفدار اصلی متوالیسم، که بسیاری از متفکران آنارشیست فردگرا و جمع‌گرا را تحت تأثیر قرار داده.

در میان جریان‌های کلاسیک آنارشیست، متوالیسم و فردگرایی پذیرفته شده بودند. جریانات عمدهٔ آنارشیسم اجتماعی (جمع‌گرایی، آنارکو-کمونیسم و آنارکو-سندیکالیسم) به دنبال آن‌ها رشد کردند و از نظر جنبه‌های سازمانی و اقتصادی، جامعهٔ ایدئال متفاوت خود را داشتند.
متوالیسم نظریه‌ای اقتصادی از قرن هجدهم است که پیر ژوزف پرودون آن را به نظریهٔ آنارشیست پیوند داد. اهداف آن، شامل مقابله به مثل، تداعی آزاد، قرارداد داوطلبانه، فدراسیون و اصلاحات پولی اعتبار و ارز بود، که توسط بانکی از مردم تنظیم می‌شود. متوالیسم به صورت گذشته‌نگر، به عنوان موقعیتی ایدئولوژیک میان اشکال فردگرا و جمع‌گرای آنارشیسم قرار گرفته. در مالکیت چیست؟ (۱۸۴۰)، پرودون ابتدا هدف خود را «سومین شکل جامعه، ترکیب کمونیسم و مالکیت» توصیف کرده. آنارشیسم جمعی شکلی از سوسیالیسم انقلابی در قالب آنارشیسم است  که معمولاً با آموزه‌های میخائیل باکونین در ارتباط است. آنارشیست‌های جمع‌گرا از مالکیت جمعی بر ابزارهای تولید حمایت می‌کنند، که نظریه‌ای است که بر پایهٔ انقلاب خشونت‌آمیز حاصل خواهد شد و در آن به کارگران بر اساس زمان کارشان حقوق پرداخت می‌شود، نه این که کالاها بر اساس نیازشان، همچون روش کمونیسم، توزیع شود. آنارشیسم جمع‌گرا دوشادوش مارکسیسم پدید آمد؛ اما علی‌رغم این که مارکسیست‌ها اعلام می‌کردند هدفشان در نهایت یک جامعه بی‌حکومت جمع‌گراست، آنارشیست‌های جمع‌گرا دیکتاتوری پرولتاریا را رد کرد.
آنارکو-کمونیسم نظریه‌ای زیرشاخهٔ آنارشیسم است که در آن از یک جامعهٔ کمونیستی با مالکیت مشترک بر ابزار تولید، دموکراسی مستقیم و یک شبکه افقی از انجمن‌های داوطلبانه، شوراهای کارگری و تعاونی‌های کارگری، با تولید و مصرف بر اساس اصل «هر کس به قدر توانایی‌اش، هر کس به قدر نیازش»، حمایت می‌شود. آنارکو-کمونیسم از جریانات رادیکال سوسیالیست پس از انقلاب فرانسه الهام گرفت، اما نخستین‌بار در میان گروه‌های ایتالیایی اولین انترناسیونال فرموله شد. بعداً در کارهای نظری پتر کروپوتکین گسترش یافت و سبک خاص او تا اواخر قرن نوزدهم میلادی تبدیل به دیدگاه مسلط آنارشیست‌ها شد. آنارکو-سندیکالیسم شاخه‌ای از آنارشیسم است که سندیکاهای کار را به عنوان یک نیروی بالقوه برای تحول اجتماعی انقلابی در نظر دارند و خواستار جامعه‌ای جدید هستند که به صورت دموکراتیک، توسط کارگران اداره شود و جایگزین سرمایه‌داری و دولت گردد. اصول اساسی آنارکو-سندیکالیسم اقدام مستقیم، همبستگی و خودمدیریتی کارگران است.
آنارشیسم فردگرا مجموعه‌ای از چندین سنت فکری در درون جنبش آنارشیستی است که بر فرد و اراده‌اش در برابر هر نوع عامل خارجی، تأکید دارد. اولین آثار منجر به شکل‌گیری آنارشیسم فردگرا از ویلیام گادوین، ماکس استیرنر و هنری دیوید تورو بود. آنارشیسم فردگرا جوامع کوچک و در عین حال متنوعی از هنرمندان و روشنفکران بوهمی را در کشورهای مختلف به خود جذب کرد و قانون‌شکنان جوان آنارشیست را هم به قانون‌ستیزی و احیای فردیت رهنمود کرد.

### پساکلاسیک و معاصر

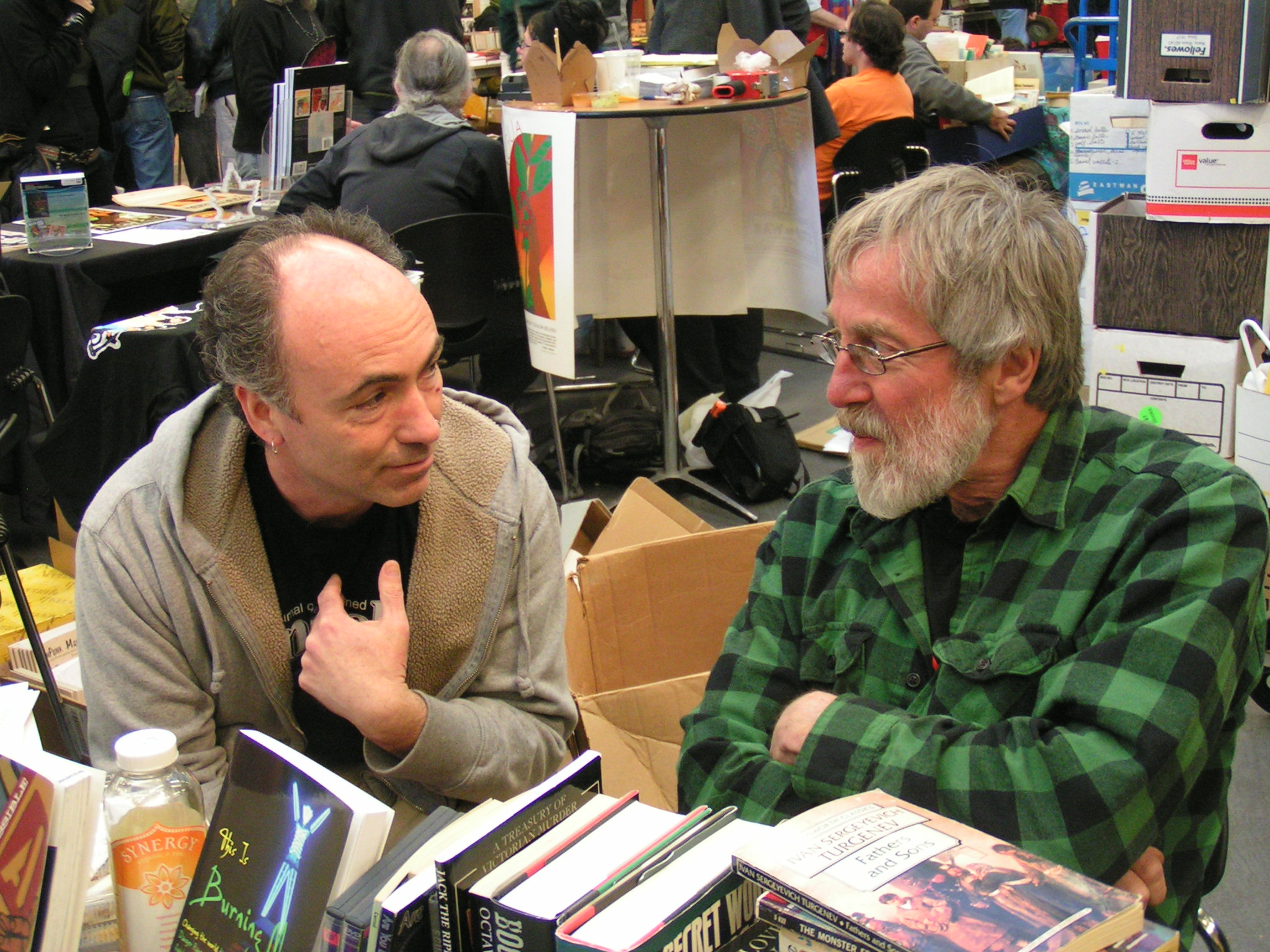
لارنس جراچ (چپ) و جان زرزان (راست)، دو نویسنده برجستهٔ معاصر آنارشیست؛ زرزان مدافع برجستهٔ آنارشی بدوی و جراچ طرفدار برجسته آنارشی پسا چپ است.

اصول آنارشیست تحت تأثیر جنبش‌های اجتماعی رادیکال معاصر چپ قرار گرفته. علاقه به جنبش آنارشیستی همراه با جنبش ضد جهانی‌سازی فزونی یافت؛ زیرا شبکه‌های اصلی فعال در این جنبش گرایش آنارشیستی داشتند. با گسترش جنبش رادیکالیسم در قرن بیست و یکم، استقبال گسترده‌تری از اصول آنارشیستی شد که نشان‌دهندهٔ احیای علاقه به آن بود. آنارشیسم با گلچین کردن، رو آوردن به منابع پیشین و ترکیب و تلفیق‌گرایی آنان، بسیاری از فلسفه‌ها و جنبش‌ها را به وجود آورد و موجب ترکیب مفاهیم مختلف برای ایجاد رویکردهای فلسفی جدید شد. سنت ضدسرمایه‌داری آنارشیسم کلاسیک، در جریانات معاصر برجسته باقی ماند.
پوشش خبری معاصر که بر تظاهرات بلوک سیاه تأکید دارد، ارتباط تاریخی آنارشیسم را با هرج و مرج و خشونت تقویت کرده‌است. با این حال، تبلیغات مذکور همچنین باعث شده‌است که دانشمندان بیشتری در زمینه‌هایی همچون مردم‌شناسی و تاریخ، به جنبش آنارشیستی بپردازند؛ گرچه آنارشیسم معاصر اقدام عملی را بر تئوری آکادمیک ترجیح می‌دهد. امروزه گروه‌ها، گرایش‌ها و مکتب‌های مختلف آنارشیستی وجود دارند، که توصیف جنبش آنارشیست معاصر را دشوار می‌کند. علی‌رغم آن که نظریه‌پردازان و فعالان «پیکره‌ای نسبتاً پایدار از اصول آنارشیست» را توصیف کرده‌اند، در مورد این که کدام یک از اصول بنیادی‌تر هستند، اتفاق نظر وجود ندارد و مفسران «آنارشیسم‌های» متعدد (و نه «آنارشیسم» خالی) را توصیف می‌کنند، که در آن اصولی مشترک میان مکتب‌های آنارشیسم برقرارست، در حالی که هر گروه اولویت‌های متفاوتی را در این اصول سرلوحه قرار داده. فی‌المثل برابری جنسیتی می‌تواند یک اصل مشترک باشد، لیکن آنارکو-کمونیسم به اندازهٔ آنارکو-فمینیسم، آن را حائز اولویت و اهمیت نمی‌داند.
آنارشیست‌ها به‌طور کلی علیه اقتدار زورگو در همه اشکالش هم‌نظرند؛ یعنی با «همهٔ اشکال حکومت متمرکز و سلسله‌مراتبی (مانند سلطنت ، دموکراسی نمایندگی، سوسیالیسم دولتی و غیره)، سیستم‌های طبقه‌بندی اقتصادی (به عنوان مثال، سرمایه‌داری، بلشویسم، فئودالیسم، برده‌داری و غیره»، ادیان خودکامه «به عنوان مثال، اسلام بنیادگرا، کاتولیک رومی و غیره»، مردسالاری، دگرجنسگرایی، برتری سفید و امپریالیسم، مخالفند. با این حال، مکتب‌های آنارشیست در روش‌هایی که باید با این اشکال قدرت مقابله کرد، اختلاف نظر دارند. اصل آزادی برابر از این جهت که فراتر از سنت‌های لیبرال و سوسیالیست است، به اخلاق سیاسی آنارشیست نزدیک‌تر است. این بدان معناست که چون آزادی و برابری در داخل کشور قابل پیاده‌سازی نیست، همهٔ اشکال سلطه و سلسله‌مراتب زیر سؤال می‌روند.

## تاکتیک‌ها
روش‌های آنارشیست‌ها انواع گوناگونی دارد، اما به‌طور کلی، آن‌ها دو هدف عمده را در پیش می‌گیرند؛ یکی مخالفت با هستهٔ قدرت و دیگری ترویج اخلاق آنارشیستی و انعکاس دیدگاه آنارشیستی در جامعه، وحدت ابزار و معرفی اهداف. می‌توان طبقه‌بندی گسترده‌ای داشت؛ از یک سو گروهی با هدف از بین بردن دولت‌ها و نهادهای ستمگر به صورت انقلابی می‌کوشند و گروه دیگر با هدف تغییر تدریجی جامعه می‌زیند. تاکتیک‌های تدریجی خشونت پرهیز هستند و خشونت را رد می‌کنند و با رویکردی آرام به اهداف آنارشیستی نیل می‌کنند، گرچه گاهی هم‌پوشانی قابل توجهی بین این دو تاکتیک وجود دارد.
تاکتیک‌های آنارشیست در طول قرن گذشته تغییراتی کرده‌است. آنارشیست‌ها در اوایل قرن ۲۰ بیشتر بر اعتصابات و ستیزه‌جویی تمرکز داشتند، در حالی که آنارشیست‌های معاصر طیف وسیع‌تری از رویکردها را آزمایش می‌کنند.

### تاکتیک‌های دوران کلاسیک

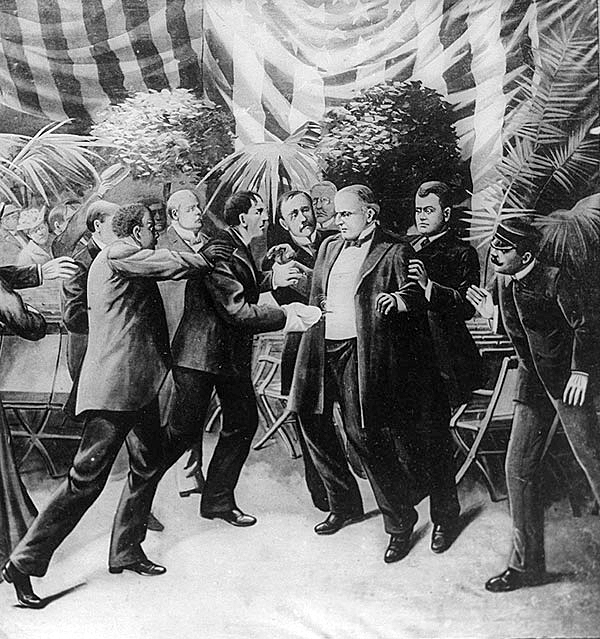
رابطه آنارشیسم و خشونت موضوعی بحث‌برانگیز در میان آنارشیست‌هاست. نمونه‌ای از اعمال خشن آنارشیستان، اقدام لئون چولگوش در ترور ویلیام مک کینلی بود.

در دوران کلاسیک، آنارشیست‌ها گرایش مبارزاتی داشتند. آن‌ها نه تنها مانند آنچه در اسپانیا و اوکراین رخ داد، با نیروهای مسلح دولتی مقابله کردند، بلکه برخی از آن‌ها تروریسم را نیز به عنوان تبلیغات عملی به کار گرفتند. اقدام به ترور سران کشورها رویکردی بود، که در برخی از موارد موفقیت‌آمیز بود. آنارشیست‌ها در انقلاب‌ها نیز شرکت داشتند. بسیاری از آنارشیست‌ها، به ویژه گالنیست‌ها، معتقد بودند که این تلاش‌هابرای انقلابی علیه سرمایه‌داری و دولت انگیزه‌زا خواهند بود. بسیاری از این حملات توسط مهاجمان منفرد انجام شد و اکثر آن‌ها در اواخر دههٔ ۱۸۷۰، اوایل دههٔ ۱۸۸۰ و دههٔ ۱۸۹۰ رخ دادند و حتی برخی از حملات هم در اوایل دههٔ ۱۹۰۰ اتفاق افتادند. با افزایش قدرت قضایی، تهیهٔ فهرست‌ها و هدف گرفتن تروریست‌ها توسط کشورها، نتیجتاً چنین ترورهایی کاهش یافتند.
دیدگاه‌های آنارشیستی نسبت به خشونت همیشه گیج‌کننده و بحث‌برانگیز بوده‌است. از یک طرف، آنارکو-صلح‌طلبان به وحدت وسیله و اهداف اشاره می‌کنند، از طرف دیگر، گروه‌های دیگر آنارشیست از اقدامات عملی طرفداری می‌کنند، تاکتیکی که می‌تواند شامل اقدامات خرابکارانه یا حتی اقدامات تروریستی شود. این نگرش یک قرن پیش کاملاً برجسته بود، وقتی برخی از آنارشیست‌ها دولت را به عنوان یک ستمگر معرفی کرده و معتقد بودند که مردم حق دارند از هر طریق ممکن با ظلم آن مخالفت کنند. اما گلدمن و اریکو مالاتستا، که طرفداران استفاده محدود از خشونت بودند، استدلال کردند که خشونت صرفاً واکنشی است به خشونت دولت، فلذا به عنوان یک شر ضروری توجیه می‌شود.
آنارشیست‌ها در اعتصاب‌ها نقش فعالی داشتند، گرچه تمایل داشتند که نسبت به سندیکالیسم رسمی مخالفت کنند و آن را جریانی اصلاح‌طلب می‌دانستند. آن‌ها این روش را بخشی از جنبشی می‌دانستند که می‌خواست دولت و سرمایه‌داری را سرنگون کند. آنارشیست‌ها همچنین تبلیغات خود را در هنر تقویت کردند، برخی از آن‌ها طبیعت‌گرایی و برهنه‌گرایی پیشه کردند. آنارشیست‌ها همچنین جوامعی را بنا کردند که مبتنی بر دوستی بود و در رسانه‌های خبری نقش داشتند.

### تاکتیک‌های انقلابی

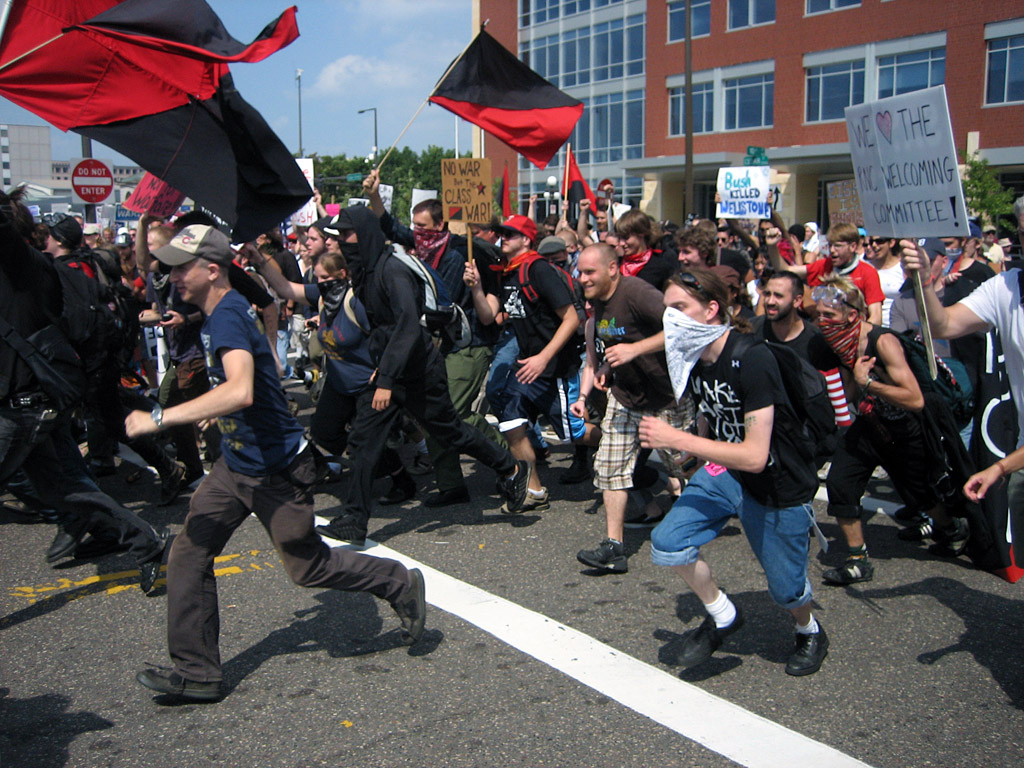
تصویری از بلوک سیاه که در حال اعتراضات از تصاویر آنارکو-کمونیسم، مانند شعار «جنگ نه؛ اما جنگ طبقاتی» استفاده می‌کنند.

در عصر حاضر، آنارشیست ایتالیایی، آلفردو بونانو، با طرفداری از آنارشیسم شورشی و رد تاکتیک عدم خشونتی که از اواخر قرن نوزدهم توسط کروپوتکین و سایر آنارشیست‌های برجستهٔ پس از آن اتخاذ شده‌بود، بحث در مورد خشونت را دوباره راه انداخت. بونانو و گروه فرانسوی کمیته نامرئی خواستار افزایش گروه‌های وابسته غیررسمی کوچک هستند، به گونه‌ای که هر یک از گروه‌ها مسئول اقدامات خود باشد، اما با هم کار کنند تا با استفاده از خرابکاری و سایر ابزارهای خشونت‌آمیز علیه دولت، سرمایه‌داری و سایر دشمنان، ستم را تقلیل دهند. اعضای کمیتهٔ نامرئی در سال ۲۰۰۸ به اتهامات مختلف از جمله تروریسم دستگیر شدند.
به‌طور کلی، آنارشیست‌های معاصر بسیار کمتر از اجداد ایدئولوژیک خود خشن و مبارز هستند. آن‌ها بیشتر در هنگام تظاهرات و آشوب به ویژه در کشورهایی مانند کانادا، یونان و مکزیک، درگیر رویارویی با پلیس می‌شوند. گروه‌های معترض بلوک سیاه به ستیزه‌جویی و درگیری با پلیس معروف هستند. با این حال، آنارشیست‌ها نه تنها با کارمندان دولتی درگیر می‌شوند، در مبارزه با فاشیست‌ها و نژادپرستان هم شرکت می‌کنند و اقدام ضد فاشیستی انجام می‌دهند و برای جلوگیری از تجمع‌های نفرت‌انگیز بسیج می‌شوند.

### تاکتیک‌های تدریجی
آنارشیست‌ها معمولاً اقدام مستقیم را به کار می‌گیرند. این می‌تواند به شکل برهم زدن و اعتراض به سلسله‌مراتب ناعادلانه بروز یابد، یا به شکل خودمدیریتی زندگی خودشان از طریق ایجاد ضد نهادهایی مانند کمون‌ها و مجموعه‌های غیر سلسله‌مراتبی باشد. تصمیم‌گیری غالباً به شیوه ضد استبدادی انجام می‌شود و همه در هر تصمیم‌گیری حق بیان برابری دارند، رویکردی که به افقیگرایی معروف است. آنارشیست‌های دوران معاصر با جنبش‌های مختلف گرسروت نیز درگیر شده‌اند. این جنبش که کم و بیش مبتنی بر افقی‌گرایی است، گرچه صریحاً آنارشیست نیست، اما برای استقلال شخصی و مشارکت در فعالیت‌های توده‌ای مانند اعتصاب و تظاهرات ارزش قائل است. در مقابل آنارشیسم با آ بزرگ دوران کلاسیک، اصطلاح تازهٔ آنارشیسم با آ کوچک ساخته شده که نشان‌گر عدم تمایل پیروانش به مبنا قرار دادن افکار و اقدامات آنارشیسم دورهٔ کلاسیک و عدم مراجعه به آنارشیست‌های کلاسیک مانند پیتر کروپوتکین و پیر ژوزف پرودون است. این گروه از آنارشیست‌ها ترجیح می‌دهند اندیشه و عمل خود را بر اساس تجربیات شخصی خود معین کنند و بعداً آن را نظریه‌پردازی کنند.
روند تصمیم‌گیری گروه‌های وابستهٔ کوچک آنارشیستی نقش تاکتیکی قابل توجهی دارد. آنارشیست‌ها روش‌های مختلفی را به منظور ایجاد اجماع تقریبی بین اعضای گروه خود، بدون نیاز به رهبر یا گروه رهبری، به کار برده‌اند. یک راه این است که فردی از گروه نقش تسهیل‌کننده را برای کمک به دستیابی به اجماع بدون مشارکت خود در بحث یا ترویج یک نکته خاص ایفا کند. اقلیت‌ها معمولاً اجماع تقریبی را قبول می‌کنند، مگر در مواردی که احساس کنند این پیشنهاد با اخلاق، اهداف و ارزش‌های آنارشیستی مغایرت دارد. آنارشیست‌ها معمولاً برای تقویت خودمختاری و دوستی اعضای خود، گروه‌های کوچک (۵ تا ۲۰ نفره) تشکیل می‌دهند. این نوع گروه‌ها بیشتر اوقات با یکدیگر ارتباط برقرار نمی‌کنند تا شبکه‌های بزرگتر تشکیل دهند. آنارشیست‌ها هنوز هم از اعتصابات پشتیبانی می‌کنند؛ به ویژه اعتصابات گربه‌های وحشی، زیرا این اعتصابات بدون رهبر است و توسط یک سندیکای متمرکز برگزار نمی‌شود.

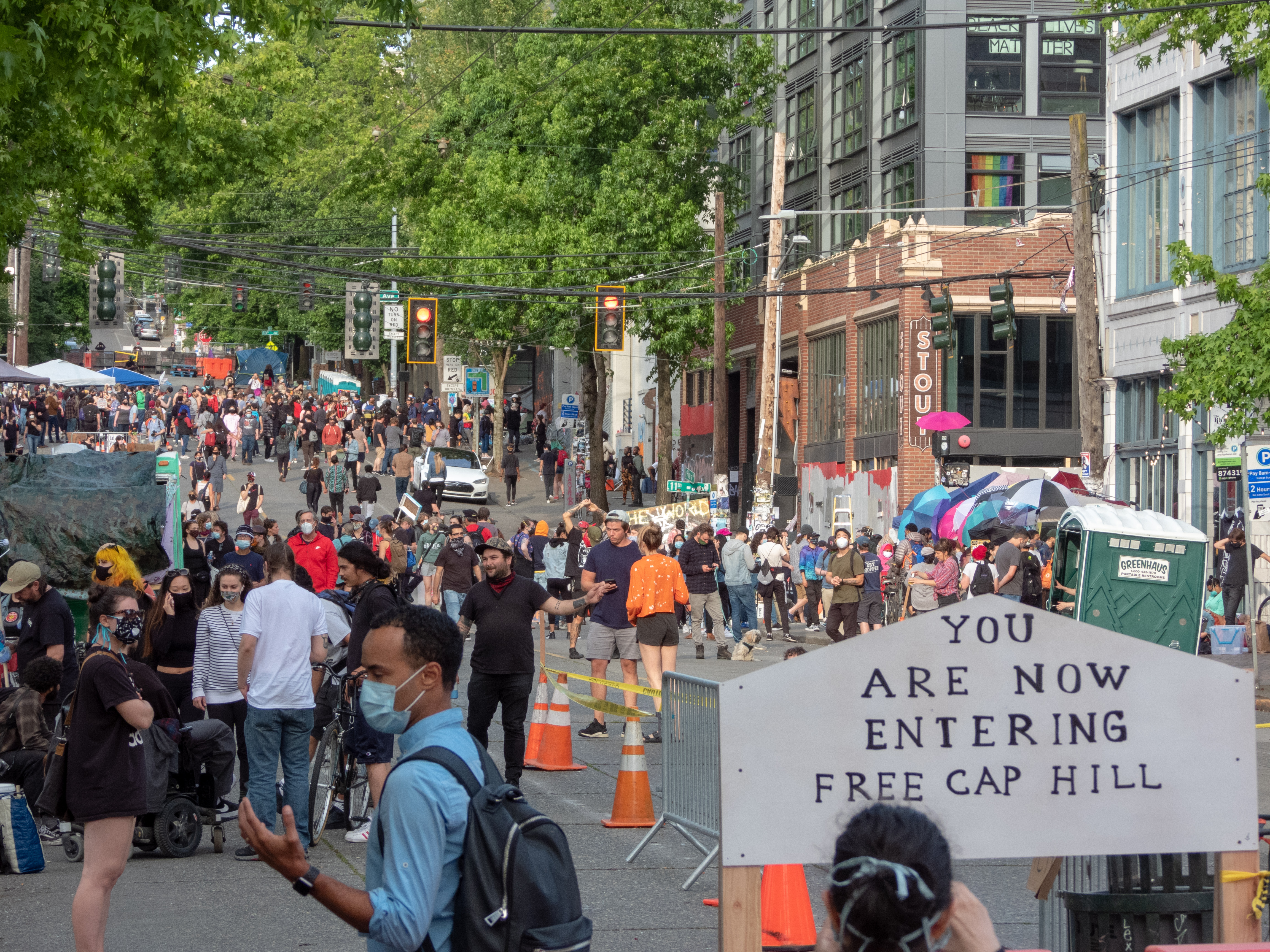
ورودی منطقه خودمختار کاپیتول هیل، یک منطقه خودمختار موقت که در اعتراضات جورج فلوید تأسیس شد. این منطقه به عنوان ناحیه‌ای آنارشیستی توصیف شده‌است.

مانند گذشته، روزنامه‌ها و ژورنال‌ها مورد استفاده قرار می‌گیرند، اما آنارشیست‌ها برای پخش پیام‌هایشان در شبکهٔ جهانی وب آنلاین شده‌اند. آنارشیست‌ها ترجیح به ایجاد وب‌سایت دارند، زیرا مشکلات توزیع و امثال آن، هاست‌های کتابخانه‌های الکترونیکی و سایر درگاه‌ها، را آسان‌تر کرده. آنارشیست‌ها همچنین در تهیهٔ نرم‌افزارهای مختلفی که به صورت رایگان در دسترس هستند، مشارکت دارند. روشی که این هکتیویست‌ها برای توسعه و توزیع کارشان انجام می‌دهد، شبیه ایده‌های آنارشیستی است، به ویژه هنگامی که صحبت از حفظ حریم خصوصی کاربران در برابر نظارت دولت است.
آنارشیست‌ها خود را برای تصرف و بازیابی فضاهای عمومی سازمان می‌دهند. در طی حوادث مهمی مانند اعتراضات و هنگام اشغال اماکن، آن‌ها معمولاً مناطق خودمختار موقت (TAZ) را اداره می‌کنند، فضاهایی که هنر، شعر و سورئالیسم در آن‌ها آمیخته شده و مکان ایدئال آنارشیست‌ها را به نمایش می‌گذارد. همان‌طور که آنارشیست‌ها استدلال می‌کنند، تصرف راهی برای بازیابی فضای شهری از دست سرمایه‌داری، تأمین نیازهای عملی و همچنین اقدام مستقیم مثال‌زدنی است. به دست آوردن فضا آنارشیست‌ها را قادر می‌سازد تا ایده‌هایشان را آزمایش کنند و پیوندهای اجتماعی ایجاد نمایند. این تاکتیک‌ها در حالی به روش آنارشیست‌ها افزوده شده‌اند که همهٔ گروه‌ها نگرش یکسانی نسبت به آن ندارند. در این متصرفات همچنین همراه با اشکال مختلف اعتراض به رویدادها، به صورت کاملاً نمادین، فضای کارناوالسکی تشکیل می‌دهند تا بخشی از تجسم آنارشیست معاصر را روایت کنند.

## مسائل کلیدی
از آنجا که آنارشیسم فلسفه‌ای است که بسیاری از نگرش‌ها، گرایش‌ها و تفکرات مختلف را در بر می‌گیرد، اختلاف نظر در مورد ارزش‌های معنوی، ایدئولوژیک و تاکتیک‌ها معمول است. این تنوع منجر به استفادهٔ بسیار متفاوت از اصطلاحات یکسان، در میان سنت‌های مختلف آنارشیست شده‌است، که باعث ایجاد نگرانی‌هایی در تعاریف موجود در نظریه آنارشیست شده‌است. سازگاری سرمایه‌داری، ملی‌گرایی و دین با آنارشیسم به‌طور گسترده مورد اختلاف است. به همین ترتیب، آنارشیسم با ایدئولوژی‌های دیگر، مانند کمونیسم، جمع‌گرایی، مارکسیسم و اتحادیه‌های کارگری، روابط پیچیده‌ای دارد. انگیزهٔ آنارشیست‌ها ممکن است اومانیسم، اقتدار الهی، منافع شخصی روشن‌فکرانه، گیاه‌خواری یا دیگر آموزه‌های اخلاقی جایگزین باشد. پدیده‌هایی مانند تمدن، فناوری (به عنوان مثال درون آنارکو-بدوی‌گرایی) و روند دموکراتیک ممکن است در بعضی از گرایش‌های آنارشیستی به شدت مورد انتقاد قرار گرفته و به‌طور همزمان در برخی دیگر مورد ستایش قرار گیرند.

### جنسیت، روابط جنسی و عشق آزاد

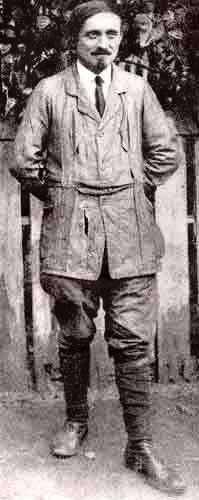
امیل آرماند، آنارشیست فردگرای فرانسوی که فضایل عشق آزاد را در چهارچوب آنارشیست پاریسی، در اوایل قرن بیستم، مطرح کرد.

از آنجایی که جنسیت و روابط جنسی موجب پویایی جامعهٔ سلسله‌مراتبی می‌شود، آنارشیست‌ها می‌خواهند این پویایی‌ای که نقش‌های جنسیتی به‌طور سنتی تحمیل می‌کنند و نقش آن در سرکوب خودمختاری فرد را بررسی، تحلیل و با آن مقابله کنند.
آنارشیست‌های کلاسیک اغلب در مورد جنسیت بحث نمی‌کردند. تعداد کمی از آنان بودند که احساس می‌کردند یک جامعهٔ آنارشیستی بخواهد به صورت طبیعی در مسائل جنسی پیشوایی کند. با این حال، نگرانی از خشونت جنسی آنارشیست‌هایی مانند بنجامین تاکر را درگیر کرد؛ او با قوانین سن رضایت مخالفت می‌کرد و معتقد بود این امر به نفع مردان درنده تمام می‌شود. یک جریان تاریخی که طی ۱۸۹۰ و ۱۹۲۰ در درون آنارشیسم به وجود آمد و شکوفا شد، عشق آزاد بود. در آنارشیسم معاصر، این جریان در قالب حمایت از آنارشیست‌های چندمهر و کوئیر باقی مانده‌است. مدافعان عشق آزاد مخالف ازدواج بوده و آن را راهی برای تحمیل اقتدار مردان بر زنان می‌دانستند؛ بیشتر به این دلیل که قانون ازدواج قدرت مردان را بسیار مورد پسند قرار می‌داد. مفهوم عشق آزاد بسیار گسترده‌تر بود و شامل انتقادی از نظم مستقر می‌شد که آزادی و لذت جنسی زنان را محدود می‌کند. جنبش‌های عشق آزاد به تأسیس خانه‌های مشترک همت گماشتند، جایی که گروه‌های بزرگی از مسافران، آنارشیست‌ها و دیگر فعالان در کنار هم به بستر می‌رفتند. عشق آزاد ریشه در اروپا و ایالات متحده داشت. با این حال، برخی از آنارشیست‌ها با حسادت ناشی از عشق آزاد دست و پنجه نرم می‌کردند. فمینیست‌های آنارشیست، علیه ازدواج، طرفدار عشق آزاد و حق سقط جنین بودند و برنامه‌های مشابهی داشتند. فمینیست‌های آنارشیست و غیر آنارشیست در موضوع حق رأی اختلاف داشتند، اما با این وجود از یکدیگر حمایت می‌کردند.
در طول نیمه دوم قرن بیستم، آنارشیسم با موج دوم فمینیسم درهم آمیخت و برخی جریان‌های جنبش فمینیستی را رادیکال کرد و تحت تأثیر قرار داد. در آخرین دهه‌های قرن بیستم، آنارشیست‌ها و فمینیست‌ها از حقوق و استقلال زنان، همجنس‌گرایان، کوئیرها و سایر گروه‌های حاشیه‌ای حمایت می‌کردند و برخی از اندیشمندان فمینیست ادغام دو جریان را مطرح ساختند. با موج سوم فمینیسم، هویت جنسی و دگرجنس‌گرایی اجباری موضوع مطالعهٔ آنارشیست‌ها شد و باعث انتقاد پساساختارگرایانه از عادی بودن روابط جنسی شد. با این حال، برخی از آنارشیست‌ها از این طرز تفکر فاصله گرفتند و معتقد بودند که این روش به سمت فردگرایی متمایل شده‌است و به نوبهٔ خود، عامل آزادی اجتماعی است.

### آنارشیسم و آموزش
علاقه آنارشیست‌ها به آموزش، به اولین ظهور آنارشیسم کلاسیک برمی‌گردد. آنارشیست‌ها آموزش صحیح را پایه‌های خودمختاری آینده فرد و جامعه، برای افزایش کمک متقابل، ارزیابی می‌کردند.
|        | آموزش آنارشیستی            | آموزش دولتی             |
| ------ | -------------------------- | ----------------------- |
| مفهوم  | آموزش به عنوان تسلط بر خود | آموزش به عنوان خدمت     |
| مدیریت | مبتنی بر جامعه             | اجرای دولتی             |
| روش‌ها  | یادگیری مبتنی بر تمرین     | آموزش حرفه‌ای            |
| اهداف  | عضوی مهم در جامعه بودن     | عضوی مولد در جامعه بودن |

 نویسندگان آنارشیست، مانند ویلیام گادوین (در عدالت سیاسی) و ماکس اشتیرنر (در بنیان اشتباه در آموزش ما)، هم به آموزش دولتی و هم به آموزش خصوصی حمله کردند و آن را ابزاری می‌دانستند که طبقهٔ حاکم بتواند امتیازات خود را حفظ کند.
در سال ۱۹۰۱، آنارشیست و آزاداندیش کاتالان، فرانسیسکو فرر، اسکولا مدرنا (به معنی مدرسهٔ مدرن) را در بارسلونا تأسیس کرد و آن را مخالف با سیستم آموزش و پرورش موجود، که بیشتر مطالبش توسط کلیسای کاتولیک دیکته می‌شد، دانست. رویکرد مدرسهٔ فرر سکولار بود و رخنهٔ دولت و کلیسا در روند آموزشی را رد می‌کرد. در عین حال به دانش‌آموزان استقلال زیادی در برنامه‌ریزی کار و حضورشان می‌داد. فرر قصد داشت طبقه کارگر را آموزش دهد و صریحاً به دنبال افزایش آگاهی طبقاتی بین دانش‌آموزان بود. این مدرسه پس از آزار و اذیت مداوم دولت، تعطیل شد و بعداً فرر دستگیر شد. با این وجود، ایده‌های او الهام بخش مجموعه‌ای از مدارس مدرن در سراسر جهان شد. لئو تولستوی، آنارشیست مسیحی، که مقالهٔ آموزش و فرهنگ را منتشر کرد، مکتبی مشابه را تأسیس کرد با این اصل بنیادین که «برای تأثیر گذاری آموزش باید آزاد باشد». به همین ترتیب، آ.س. نیل آنچه را که در سال ۱۹۲۱ به مدرسهٔ سامرهیل تبدیل شد، تأسیس کرد و همچنین اعلام کرد که این مدرسه از اجبار عاری است.
آموزش آنارشیستی عمدتاً بر این ایده استوار است که باید به حق کودک برای رشد آزاد و بدون دست‌کاری احترام گذاشته شود و عقلانیت کودکان را به نتیجه‌گیری‌های اخلاقی خوبی برساند. با این حال، در مورد معنای دست‌کاری توافق چندانی در بین چهره‌های آنارشیست وجود ندارد. فرر معتقد بود که تلقین اخلاقی ضروری است و به صراحت به دانش‌آموزان می‌آموخت که برابری، آزادی و عدالت اجتماعی در کنار سرمایه‌داری، همراه با سایر انتقادات به دولت و ملی‌گرایی، امکان‌پذیر نیست.
در اواخر قرن بیستم، نویسندگان آنارشیست معاصر (کالین وارد، هربرت ردک و پل گودمن) انتقاد آنارشیسم از آموزش دولتی را شدت بخشیدند و گسترش دادند. آن‌ها عمدتاً خواهان سیستمی متمرکز بر خلاقیت کودکان بودند، به جای این که توانایی آن‌ها برای رسیدن به حرفه یا شرکتی صرف شود، که مولد چیزهایی برای استفاده در جامعهٔ مصرف‌گرا باشد. آنارشیست‌های معاصر مانند کالین وارد، همچنین استدلال کرده‌اند که آموزش دولتی برای تداوم نابرابری اقتصادی-اجتماعی است.
در حالی که تعداد کمی از مؤسسات آموزش آنارشیستی تا به امروز زنده مانده‌اند، اصول بنیادین مکتب‌های آنارشیست، از جمله احترام به خودمختاری کودک و اتکا به استدلال و نه تلقین به عنوان یک روش آموزشی، در میان مؤسسات اصلی جریان آموزشی موجود گسترش یافته‌اند. جودیت سوئسا سه مدرسه را به صراحت مدارس آنارشیست نام‌گذاری کرد: «فری اسکول سانتاکروز» در ایالات متحده که بخشی از شبکه گسترده‌تری از مدارس آمریکایی-کانادایی است، «کالج یادگیری خودمدیریت شونده» در برایتون انگلیس و «مدرسه پایدیا» در اسپانیا.

### آنارشیسم و دولت
اعتراض به دولت و نهادهای آن شرط لازم در آنارشیسم است. آنارشیست‌ها دولت را ابزاری برای سلطه می‌دانند و معتقدند که وجود حکومت، صرف نظر از گرایش‌های سیاسی، نامشروع است. به جای این که افراد بتوانند جنبه‌های زندگی خود را کنترل کنند، گروه قلیلی از نخبگان تصمیمات اساسی می‌گیرند. اقتدار در نهایت صرف نظر از باز یا شفاف بودن این قدرت، فقط به طبقهٔ حاکمه تعلق دارد، زیرا همچنان توانایی مجبور کردن مردم را دارند. یک استدلال دیگر آنارشیستی علیه دولت‌ها، این است که افراد تشکیل‌دهندهٔ یک دولت، حتی نوع‌دوست‌ترین افراد در بین مقامات، به ناچار بایستی دنبال کسب قدرت بیشتر باشند و این منجر به فساد می‌شود. آنارشیست‌ها این تفکر را که دولت ارادهٔ جمعی مردم است، به دلیل متمایز بودن طبقهٔ حاکم از بقیهٔ جامعه، یک افسانهٔ غیرقابل تحقق می‌دانند.
نگرش‌های خاص آنارشیست نسبت به دولت متفاوت است. رابرت پائول ولف معتقد بود که تنش بین اقتدار و خودمختاری به این معنی است که دولت هرگز نمی‌تواند مشروع باشد. باکونین دولت را «به مثابه اجبار و سلطهٔ با زور، که در صورت امکان در لفافه است، اما در صورت لزوم غیر متعارف و آشکار می‌شود» توصیف کرده. ا. جان سیمونز و لسلی گرین که به آنارشیسم فلسفی گرایش داشتند، معتقد بودند که اگر دولت با اجماع اداره شود، می‌تواند مشروعیت داشته باشد؛ اگرچه آن‌ها این امر را بعید می‌دانستند. عقاید در مورد چگونگی الغای دولت نیز متفاوت است.

### آنارشیسم و هنر

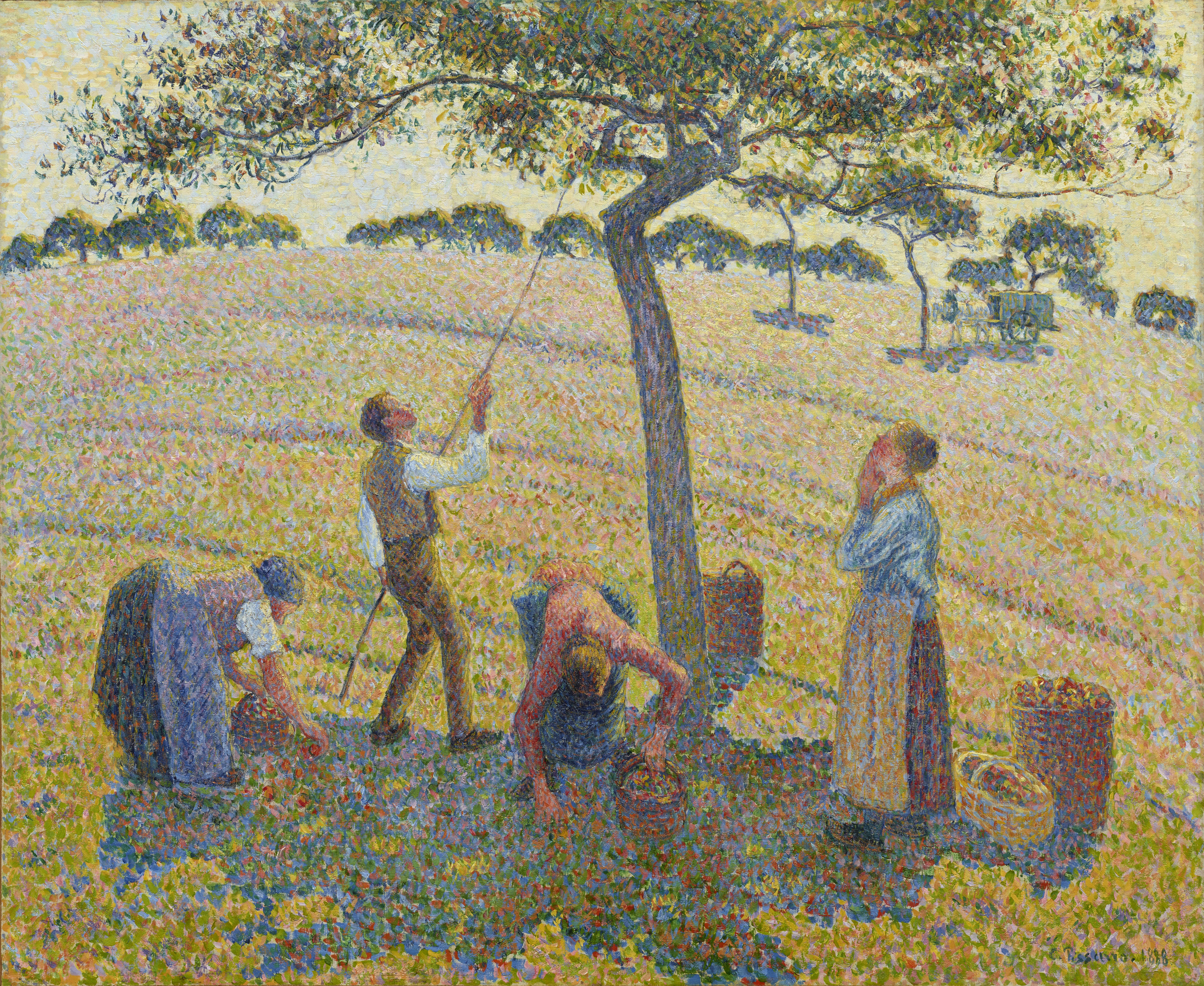
تابلوی نقاشی درختان شاه‌بلوط در اوسنی (۱۸۸۸) اثر نقاش آنارشیست، کامی پیسارو، نمونه‌ای از ترکیب آنارشیسم و هنر.

ارتباط بین آنارشیسم و هنر در دوران کلاسیک آنارشیسم، بسیار عمیق بود؛ به ویژه در میان جریان‌های هنری که در آن دوره در حال پیشرفت بودند، مانند فوتوریست‌ها، سورئالیست‌ها و غیره. در ادبیات، آنارشیسم بیشتر با آخرالزمان جدید و جنبش نئو-رمانتیسم مرتبط بود. در موسیقی، آنارشیسم با سبک‌هایی از موسیقی، مانند پانک، همراه بوده‌است. آنارشیست‌هایی مانند لئو تولستوی و هربرت رید استدلال کردند که مرز بین هنرمند و غیر هنرمند، و آنچه هنر را از یک عمل روزمره جدا می‌کند، ساختاری است که در اثر بیگانگی ناشی از سرمایه‌داری ایجاد می‌شود و از زندگی شاد انسان جلوگیری می‌کند.
سایر آنارشیست‌ها از هنر به عنوان وسیله‌ای برای دستیابی به اهداف آنارشیستی حمایت، یا از آن استفاده می‌کردند. کریس روبه در کتاب خود شکستن طلسم: تاریخچه فیلمسازان آنارشیست، گریلاهای نوار ویدئویی و نینجاهای دیجیتال، ادعا می‌کند که «شیوه‌های تحریک شده توسط آنارشیسم، به‌طور فزاینده‌ای فعالیت‌های ویدیویی مبتنی بر جنبش را ساختار می‌بخشد». در طول قرن بیستم، بسیاری از آنارشیست‌های برجسته (من‌جمله پتر کروپوتکین، اما گلدمن، گوستاو لانداور و کامیلو برنری) و نشریاتی مانند آنارشی دربارهٔ موضوعات مربوط به هنر می‌نوشتند.
سه ویژگی همپوشانی، هنر را برای آنارشیست‌ها مفید ساخته‌است. هنر می‌تواند نقد بر جامعهٔ موجود و سلسله‌مراتب را به تصویر بکشد و به عنوان ابزاری پیش‌ساخته، برای انعکاس جامعهٔ ایدئال آنارشیسم استفاده شود و حتی همچون اعتراضات، تبدیل به ابزاری برای اقدام مستقیم شود. هنر از آنجا که هم احساسات و هم عقل را به خود درگیر می‌کند، می‌تواند انسان را کاملاً مجذوب خود کند و تأثیر مهمی داشته باشد. در قرن نوزدهم، نئو امپرسیونیسم جنبشی با زیبایی زیست‌محیطی و یک نمونه از درک آنارشیستی بود که به سوی سوسیالیسم نیل می‌کرد. به‌طور مثال، در نقاشی درختان شاه‌بلوط در اوسنی (Les chataigniers a Osny) که نقاش آنارشیست، کامی پیسارو، کشیده‌است، آمیختگی هماهنگ زیبایی‌شناختی و سوژهٔ اجتماعی، ایدهٔ آنارشیستی را ارجح جلوه می‌دهد.

## نقدها
رایج‌ترین نقدی که از آنارشیسم می‌شود، این است که افراد نمی‌تواند خودشان را اداره کنند و یک دولت برای بقای انسان لازم است. برتراند راسل، فیلسوف، در انتقاد از این مبحث، می‌گوید: «جنگ، تعرفه‌ها، مقررات مربوط به شرایط بهداشتی، فروش داروهای مضر و حفظ سیستم توزیع عادلانه: این‌ها پارامترهای دیگری هستند که به سختی می‌توان در جامعه‌ای که هیچ دولت مرکزی وجود نداشته باشد، آن‌ها را کنترل کرد.» انتقاد رایج دیگر از آنارشیسم، این است که متناسب با جهانی در انزواست، که در آن فقط سرزمین‌های کوچک می‌توانند خود را اداره کنند. کالین وارد در پاسخ به این شبهه، می‌گوید که متفکران بزرگ آنارشیست طرفدار فدرالیسم هستند.
اندرو جی فیالا، مدرس فلسفه، نیز معتقد بود که انسان‌ها نمی‌توانند خود را اداره کنند و آن را در لیست استدلال‌های خود علیه آنارشیسم قرار داد. از انتقادات دیگر فیالا، این بود که آنارشیسم نه تنها در دنیای عملگرا، یعنی در اعتراضات، بلکه در دنیای اخلاق نیز رابطه ذاتی با خشونت و تخریب دارد. ثانیاً، آنارشیسم غیرقابل تحقق یا بسیار آرمانی ارزیابی می‌شود، زیرا عملاً نمی‌توان دولت را نابود کرد. این استدلال غالباً خواستار اقدام سیاسی درون سیستم، برای اصلاح آن است. ثالثاً، آنارشیسم با خود تناقض دارد؛ اگر این که هیچ قانون و حکومتی نباید باشد، توسط عدهٔ کثیری پذیرفته هم شود، این باز خودش یک نظریهٔ سیاسی و نوعی از حکومت خواهد بود. در این خط انتقاد، تناقض شخصی نیز مطرح می‌شود که آنارشیسم خواستار اقدام جمعی است؛ در حالی که به استقلال فردی تأیید می‌کند، از این رو نمی‌توان اقدام جمعی انجام داد. سرانجام، فیالا از نقدی در مورد بی‌اثر بودن آنارشیسم فلسفی (همه گفتگوها و عقاید) یاد می‌کند و اشاره می‌کند که در این بین سرمایه‌داری و طبقه بورژوازی همچنان پابرجاست.
آنارشیسم فلسفی پس از انتشار کتاب‌های طرفدار آنارشیست مانند اصول اخلاقی و تعهدات سیاسی اثر آ. جان سیمونز، با انتقادات جامعهٔ علمی روبرو شد. ویلیام ادموندسون، استاد حقوق، مقاله‌ای نوشت که برخلاف سه اصل مهم آنارشیست فلسفی استدلال می‌کند و آن را مغالطه‌آمیز می‌داند. ادموندسون ادعا می‌کند که گرچه فرد وظیفهٔ اطاعت به دولت ندارد، اما این بدان معنا نیست که آنارشیسم نتیجه‌ای اجتناب‌ناپذیر است و دولت همچنان از نظر اخلاقی مشروع است. در مسئلهٔ اقتدار سیاسی، مایکل هومر از آنارشیسم فلسفی دفاع می‌کند و ادعا می‌کند که «اقتدار سیاسی یک توهم اخلاقی است».
انتقاد دیگر این است که آنارشیسم گرایش بیولوژیکی به اقتدار را نادیده می‌گیرد و نمی‌تواند آن را درک کند؛ آن گونه که برای اولین بار در مقاله‌ای در سال ۱۸۸۶ در فرانسیس ال. فرگوسن در مقاله‌ای بیان کرد. جوزف راز استدلال می‌کند که پذیرش اقتدار به این معنی است که با پیروی از دستورهای آن، موفقیت بیشتری کسب خواهد شد. راز معتقد است که این استدلال چه در پیروی از دستورهای موفق و چه در دستورهای اشتباه، صادق است. آنارشیست‌ها این انتقاد را رد می‌کنند؛ زیرا به چالش کشیدن یا سرپیچی از اقتدار، موجب از بین رفتن مزایای آن نمی‌شود و معتبر بودن مرجعی مانند پزشکان یا وکلا را تصدیق می‌کند و همچنین تسلیم کامل قضاوت مستقل نیست. ماهیت انسانی، طرد دولت و تعهد به انقلاب اجتماعی آنارشیستی توسط جامعهٔ علمی به ترتیب ساده‌لوحانه، بیش از حد ساده‌انگارانه و غیرواقعی دانسته شده‌است. آنارشیسم کلاسیک مورد انتقاد قرار گرفته، زیرا بیش از حد بر این اعتقاد متکی است که الغای دولت منجر به رونق همکاری بشری خواهد شد.
جان مولینوکس در کتاب آنارشیسم: انتقادی مارکسیستی می‌نویسد: «آنارشیسم نمی‌تواند پیروز شود»، زیرا او معتقد است که آنارشیسم توانایی اجرای صحیح ایده‌های خود را ندارد. انتقاد مارکسیست‌ها از آنارشیسم، این است که این نظریه بسیار آرمانی است، زیرا همهٔ افراد باید دیدگاه و ارزش‌های آنارشیستی داشته باشند، تا عملی شود. بر اساس دیدگاه مارکسیستی، ایده‌های اجتماعی مستقیماً از آرمان انسانی پیروی می‌کنند و از ارادهٔ آزاد افراد ماهیت آن شکل می‌گیرد. مارکسیست‌ها استدلال می‌کنند که این تناقض عامل ناتوانی آنارشیست‌ها در عمل است؛ چون در بینش آنارشیسم، تعارض بین آزادی و برابری از طریق هم‌زیستی و درهم آمیختگی حل می‌شود. مارکسیست‌ها همچنین آنارشیسم را غیرواقعی و بیش از حد ایدئالیستی می‌دانند. کارل مارکس آن را به عنوان «حماقت بچه‌گانه» توصیف کرده.
نیکولو ماکیاولی، فیلسوف سیاسی ایتالیایی، در کتاب گفتارهایی در باب ده کتاب نخست تیتوس لیویوس آنارشی را یکی از سه شکل بد حکومت می‌داند:
«بعضی از کسانی که دربارهٔ سیاست مطالبی نوشته‌اند به وجود سه نوع حکومت قائلند: حکومت یک تن (مونارشی)، حکومت اشراف (آریستوکراسی) و حکومت مردم (دموکراسی)، و معتقدند کسی که می‌خواهد شهری را بنیاد نهد باید یکی از آن اشکال را، که مناسب‌تر از همه می‌داند، انتخاب کند. عده‌ای دیگر از نویسندگان، که خردمندتر از گروه نخستند، برآنند که شش نوع حکومت وجود دارد که سه تا از آن‌ها بسیار بدند و سه تای دیگر ذاتاً نیکند اما چنان در معرض انحطاطند که ممکن است مطلقاً مایهٔ بدبختی شوند. انواع خوب حکومت همان سه نوعی است که برشمردم، و انواع بد حکومت‌هایی هستند که در نتیجهٔ انحطاط انواع خوب پدید می‌آیند و هر یک از آن‌ها به نوع اصلی خود به‌قدری شبیه است که انتقال از یکی به دیگری به‌آسانی صورت می‌پذیرد: مونارشی به‌سهولت به حکومت تیرانی مبدل می‌گردد و آریستوکراسی به الیگارشی و دموکراسی به آنارشی. پس اگر بنیادگذار شهر یکی از آن سه نوع خوب را انتخاب کند، آن نوع تنها زمانی کوتاه برقرار می‌ماند و هیچ وسیله‌ای برای ممانعت از تبدیل آن به ضد خود وجود ندارد، زیرا که در این مورد نوع خوب و بد بسیار شبیه همند.»— نیکولو ماکیاولی، گفتارهایی در باب ده کتاب نخست تیتوس لیویوس، ترجمهٔ محمد حسن لطفی، انتشارات خوارزمی. کتاب نخست، فصل دوم
او می‌گوید که با توجه بدین معایب، قانونگذاران خردمند هیچ‌یک از اشکال خوب را به‌تنهایی نپذیرفته‌اند و شکلی مختلط از هر سه نوع را برگزیده و فقط این شکل مختلط را استوار و دوام‌پذیر دانسته‌اند، زیرا که در چنین حکومتی شهریار و اشراف و تودهٔ مردم ناظر رفتار یکدیگرند و اختیارات همدیگر را محدود می‌کنند. او بهترین نمونهٔ نظام سیاسی را نظامی می‌داند که لیکورگوس در اسپارت برقرار ساخت؛ حکومت جمهوری روم نیز به‌سبب اینکه دارای دو کنسول (نماد مونارشی)، یک مجلس سنا (نماد آریستوکراسی) و تریبون‌های مردمی (نماد دموکراسی) بود، مخلوطی از سه شکل خوب حکومت بود و، در نتیجه، نظام سیاسی کاملی داشت.